# Magyar konyhaművészet

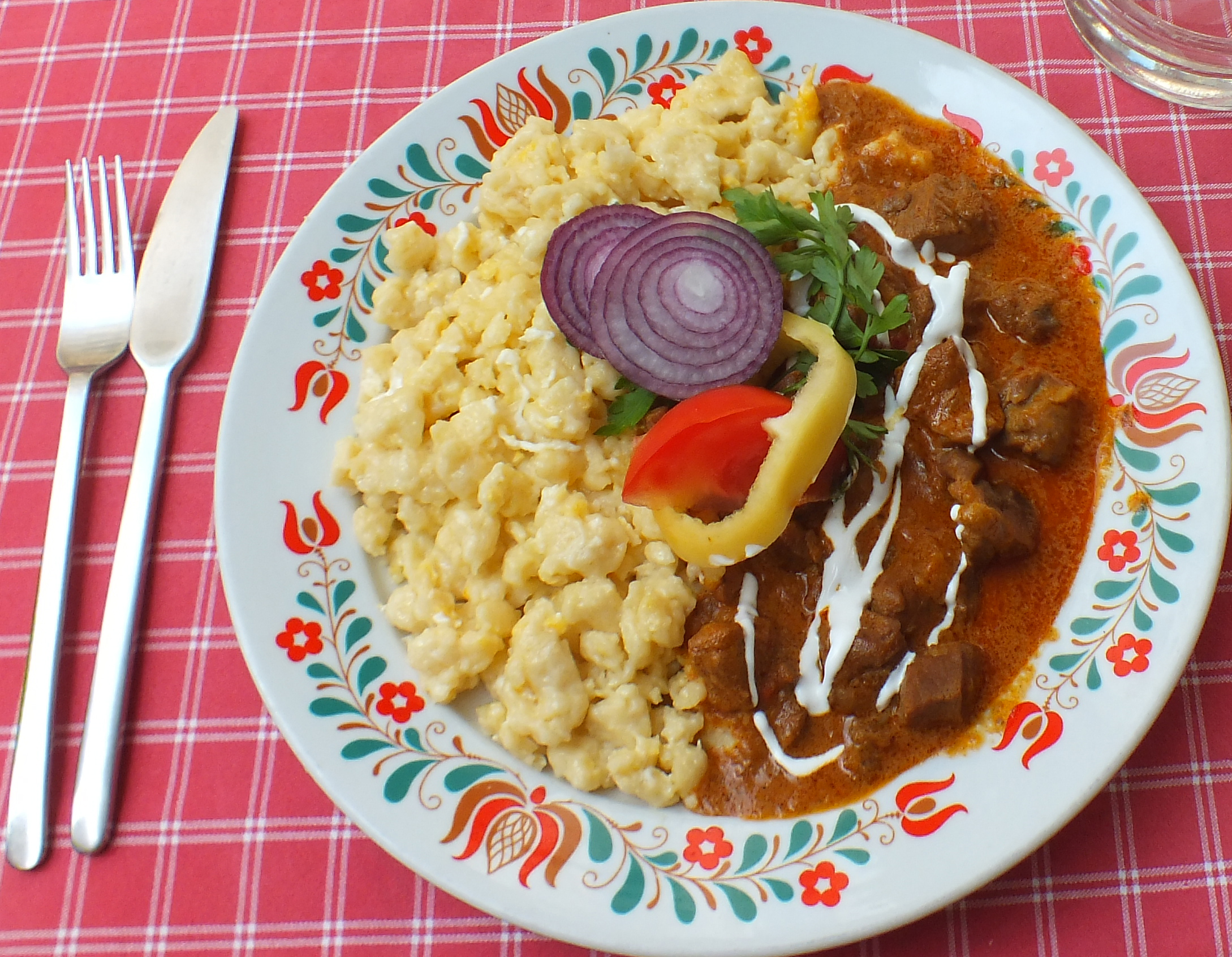
Pörkölt nokedlivel

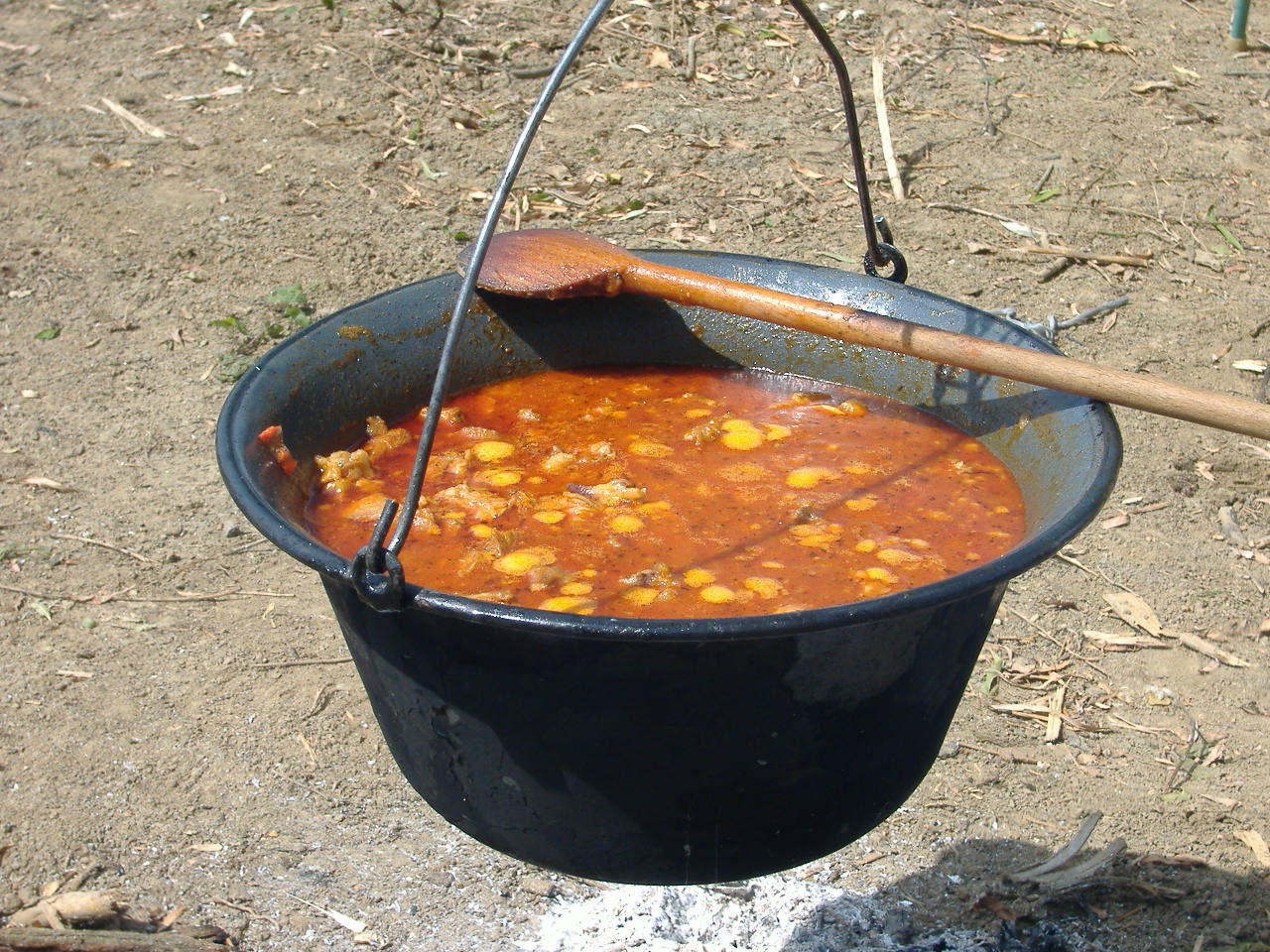
Bográcsgulyás

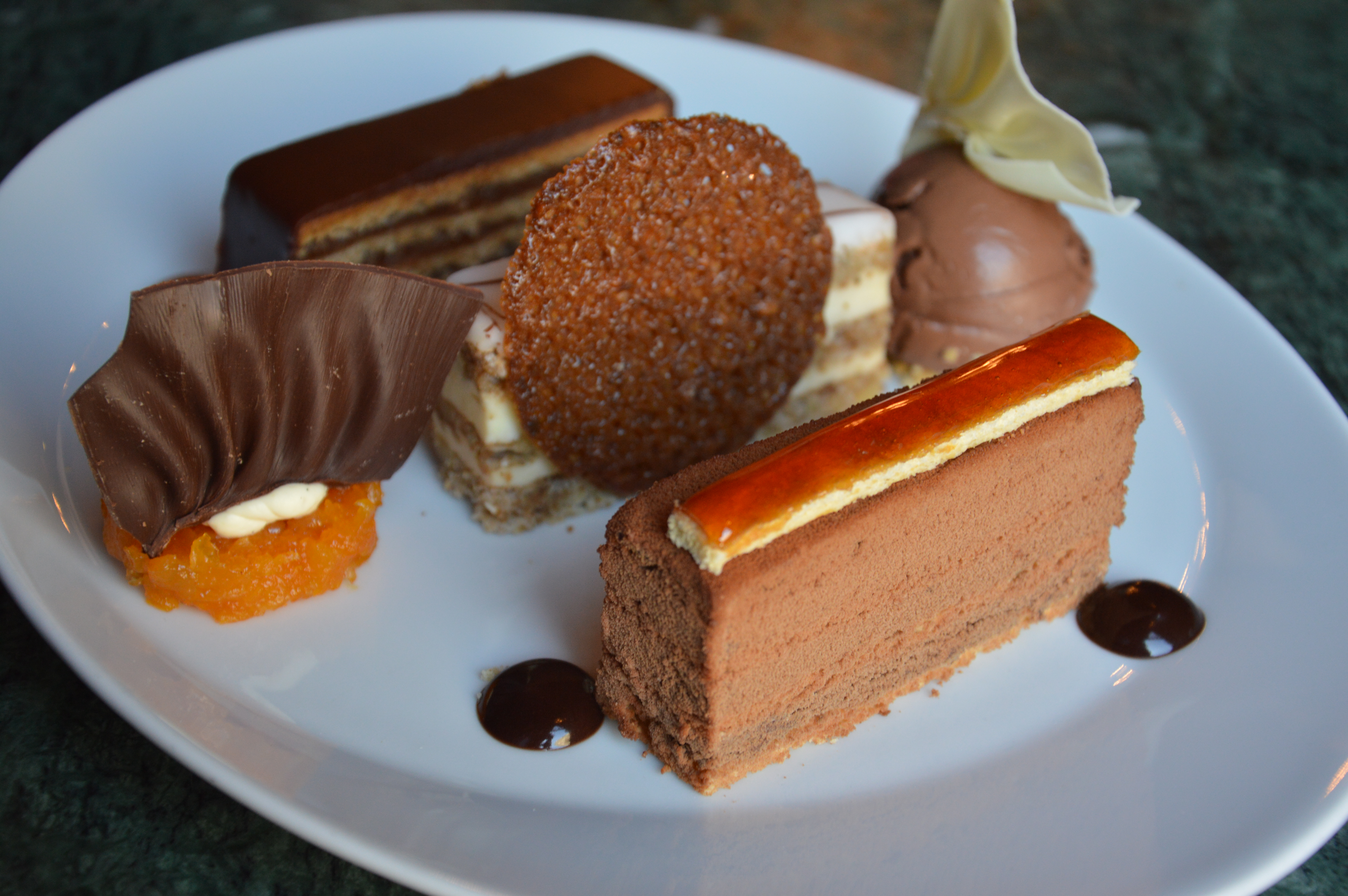
Zserbó-Esterházy-Dobos a magyar cukrászat ékességei

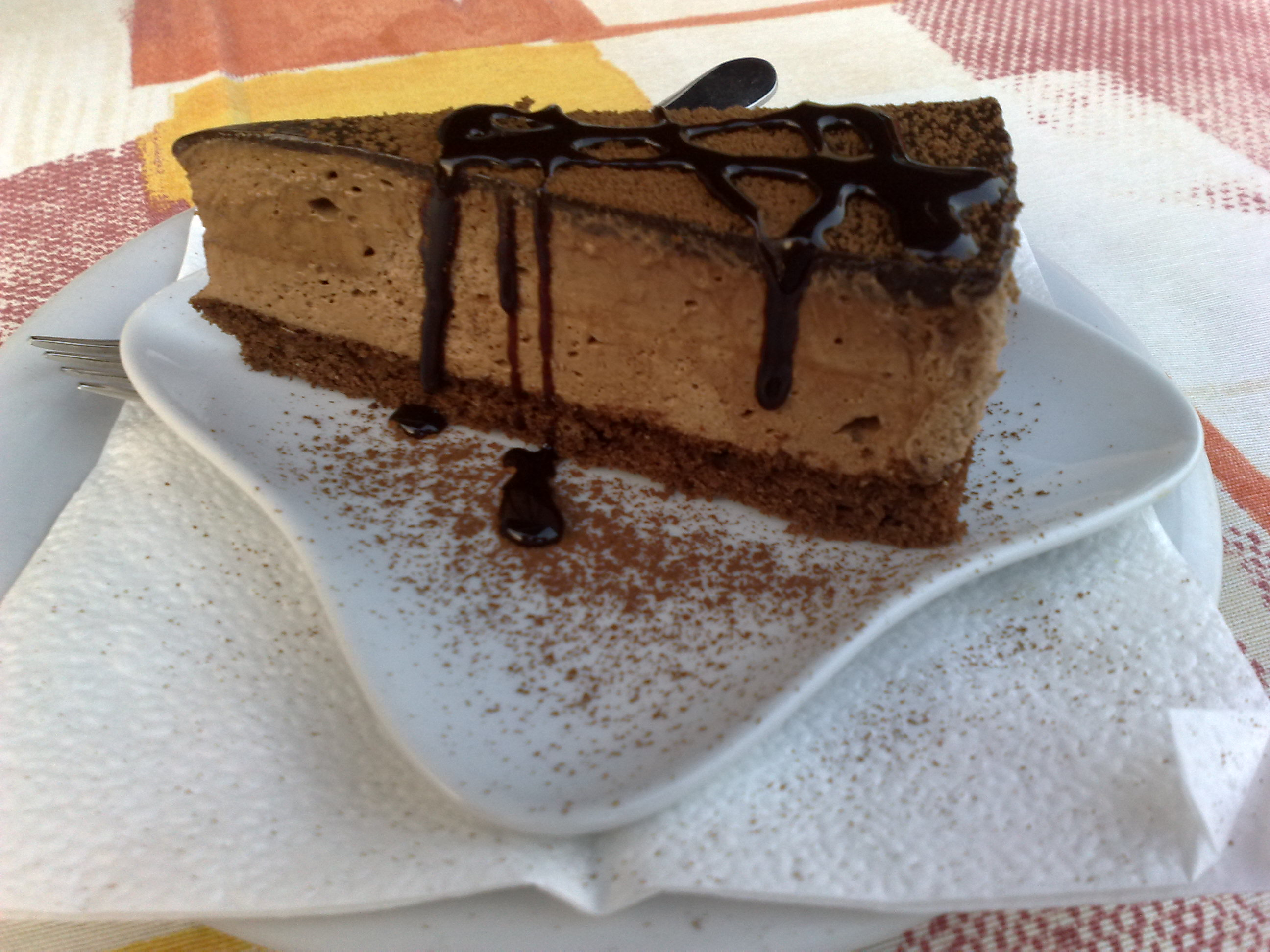
Rigó Jancsi szelet

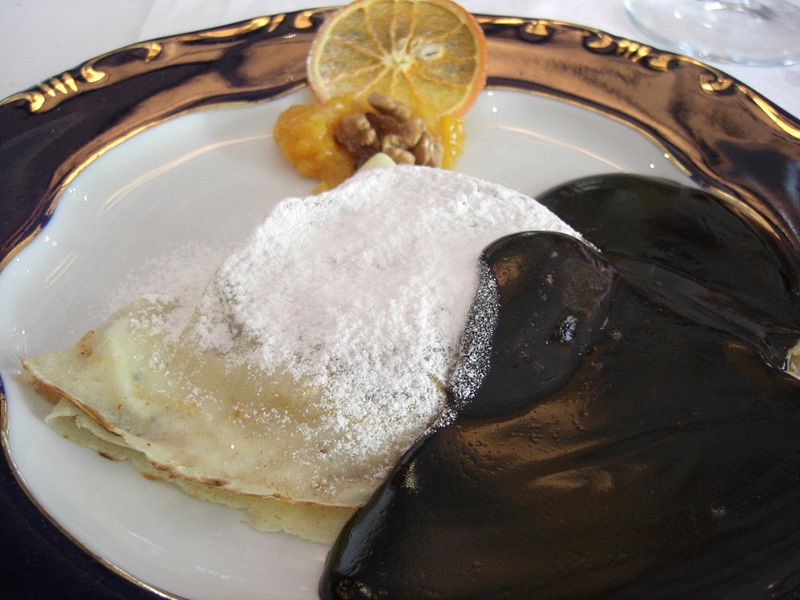
Gundel palacsinta

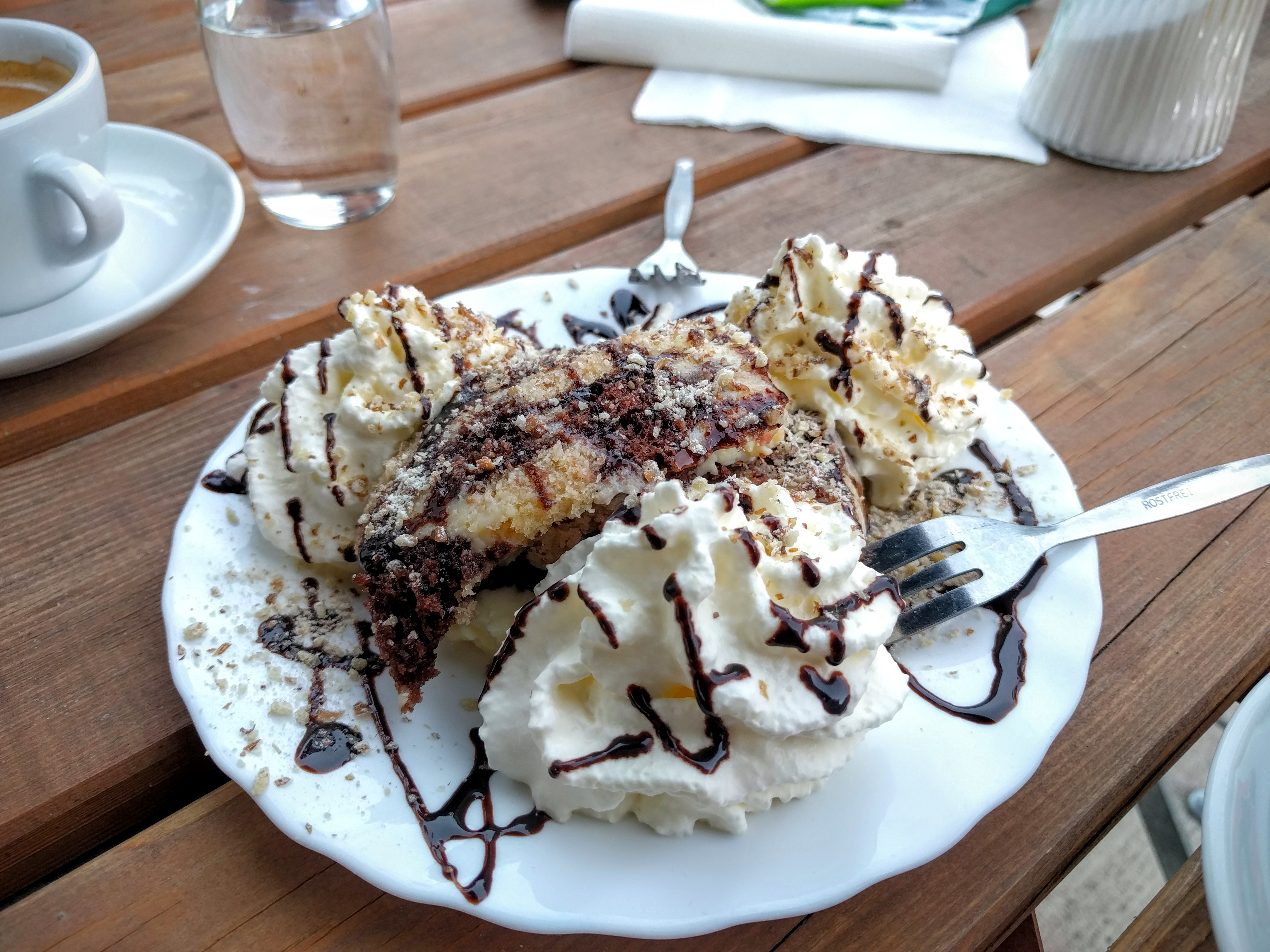
Somlói galuska

A magyar konyhaművészet a magyar kultúra egyik kiemelkedő eleme, amely változatos, kreatív ételféleségekkel, egyedi és karakteres ízvilággal büszkélkedhet. Konyhakultúránk több mint ezeréves történelmi fejlődés eredménye, amely Magyarország jó természeti adottságain, valamint az évszázados tradicionális állattartás, növénytermesztés és a manufakturális élelmiszer-előállítás örökségén alapul. A magyar ételkészítési szokásokat alapvetően jellemző sertéshús és zsír használatának oka a török időkre vezethető vissza. A hódoltság évszázadai alatt a portyázó törökök ugyanis minden háziállatot elvittek, kivéve a sertést, mert azt a muzulmán hitük miatt nem ehették. A magyar tájkonyhák tradícióit jelentő receptek a népi táplálkozás bölcsességét bizonyítják, hiszen a legegyszerűbb nyersanyagokból készíthető legkülönfélébb ételvariációkat tartalmazzák. „A magyar konyha története nem más, mint a jó ötleteket elfogadó, ötvöző, dominanciákat is beépítő táplálkozási fejlődés” – az ősi ázsiai nomád, a német, az olasz, a szláv, a török, az osztrák és a francia gasztronómia szintézise.
A hagyományos magyar fogások alapanyagai a húsok, a friss zöldségfélék, gyümölcsök, a friss kenyér, a tejtermékek és a méz. Füves levesek, gyümölcslevesek, zsenge főzelékek, meleg tészták, zöldségekkel készült frikasszék, jóízű mártások számos változata, valamint a sütve, párolva és főzve készíthető marha-, sertés-, bárány-, szárnyas-, hal- és vadhúsételek csodás ízgazdagsága jellemzi a magyar konyhát. Mindezek közül a legismertebb magyar nemzeti ételek a pörkölt, a gulyás, a halászlé, a töltött káposzta, a paprikás csirke, a paprikás krumpli, a disznótoros, a bableves és a túrós csusza. A halászlé különlegességét az adja, hogy míg Európában évente 22–24 kg halat eszik meg egy fő, addig Magyarországon ugyanez az éves adat kevesebb, mint 4 kg/fő. Ezt a kicsiny mennyiséget a karácsonyi halfogyasztási hagyományainknak, a dunai és tiszai halfőzési gasztronómiai örökségünknek köszönhetjük.

## Története
„Egy nép étkezési kultúrája, szokásai, konyhájának fejlődése az adott nép történelmével szorosan összefügg.” Emellett a magyar gasztronómia története jó példa arra, hogy nem szabad túlbecsülni a modern sütési-főzési eljárásokat, valamint arra is, hogy a régi ételeket sem szabad lebecsülni, mivel az egészséges táplálkozás elemeit mindkettőben megtalálhatjuk.

### A honfoglalás kori régi magyar konyha – Kiszely István nyomán

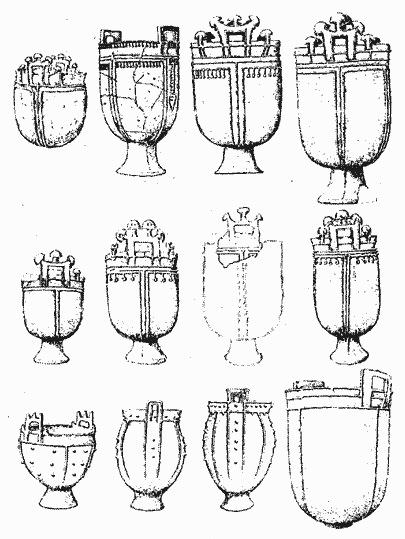
Hun üstök

"A honfoglalás kori magyar konyhát nem lehet összehasonlítani a nyugat-európai konyhákkal, mert konyhafilozófiája teljesen más volt és gasztronómiai szempontból sokkal magasabb szinten állt, mint a korabeli európai konyhák. A magyar konyhára mindenekelőtt a főzés a jellemző, miként a türk és más keleti népek konyhaművészetében is ez a lényeges vonás. Míg nyugaton inkább sütnek, keleten inkább főznek az emberek; ez az alapvető különbség a gasztronómia tekintetében" (Cey-Bert Róbert Gyula).
Az ősi magyar ételkultúra az életfa szimbólumrendszerében és az öt elem (tűz, víz, a föld, fa, fém) tiszteletén alapult. Ezért az ételek a földön álló, bronzból vagy vasból készített fémüstben főttek, válogatott fahasábokból rakott tűzön, víz felhasználásával. A világfa hármas jelképrendszere az ételek alapanyagaiban fejeződött ki: az égi világot a fán termett gyümölcsök (szőlő és alma), levelek, virágok és a méz; a földi világot a föláldozott állat és a földön összegyűjtött növények és fűszerfüvek (a tárkony és a borsfű); a föld alatti világot a földben megtermett gyökerek, gumók és hagymák jelenítették meg. Az ételeket az ún. „öt íz harmóniája” tette teljessé – az édes, a savanyú, a sós és keserű mellett az erőset is külön íznek fogták fel, akárcsak a mai belső-ázsiai népek.
A leggyakrabban fogyasztott húsféle a birka és a baromfi volt, ünnepi alkalmakkor ló- és marhahúsból készültek az ételek, de fogyasztottak szarvas-, jak-, sertés- és kecskehúst is. A gabonákból (búzából, kölesből, árpából) tejben, vízben főtt kásákat készítettek. A belső-ázsiai konyha jellegzetes étele a „laska”, a kézzel nyújtott tészta, a korabeli magyar ételek között is jelen volt. Kedvelték a mézet és számos egzotikus fűszert is (szerecsendió, szegfűszeg, fahéj, vanília stb.) ismertek. Legjellemzőbb italuk a víz volt, emellett kumiszt, méhsört, és ünnepek vagy áldozati szertartások alkalmával bort is fogyasztottak. Az élelmiszerek tartósításában az aromás füvekkel – kakukkfűvel, rozmaringgal, tárkonnyal – való pácolás dominált; a húsféléket sózással és szárítással is tartósították, majd gyakran porrá őrölték. Egyes tejtermékeket is porítottak.
Honfoglalás kori, ősi gyökerű ételeink: a tarhó, egy joghurthoz hasonlító különleges étel amely az alföldi pásztorok kultúrkörében maradt fenn; a lepénykenyér – a vízzel, sóval gyúrt erjesztetlen tészta, melyet forró kövekre borítva sütöttek át; a keng elnevezésű hsziungu áldozati étel (ősmagyar „pörkölt”) és ennek lédúsabb változata a ta-keng (a „gulyás”). A keng, a hunok áldozati ételének első leírása a Kr. e. 2. századból, Sze-ma Csien Shiji A történetíró feljegyzései című művében maradt fenn, amely szabad fordításban így hangzik: „Végy tüzesre hevített öntöttvas vagy bronz üstöt, és amikor az olyan forró, hogy a belecsepegtetett víz azonnal gőzzé válik, dobjad bele a zsírjával együtt fölaprított disznóhúst vagy a faggyújával együtt apróra vágott birka húsát apróra vágott hagymával. Amikor ezt beledobjuk a forró üstbe, a nagy hő hatására hirtelen kiolvadó zsír vagy faggyú megpörköli a hagymát és a húst.” A kenget és a ta-kenget eleinte nem fűszerezték, hogy megbecsüljék tiszta egyszerűségét.

### A gasztronómia változása Szent Istvántól Mátyás királyig

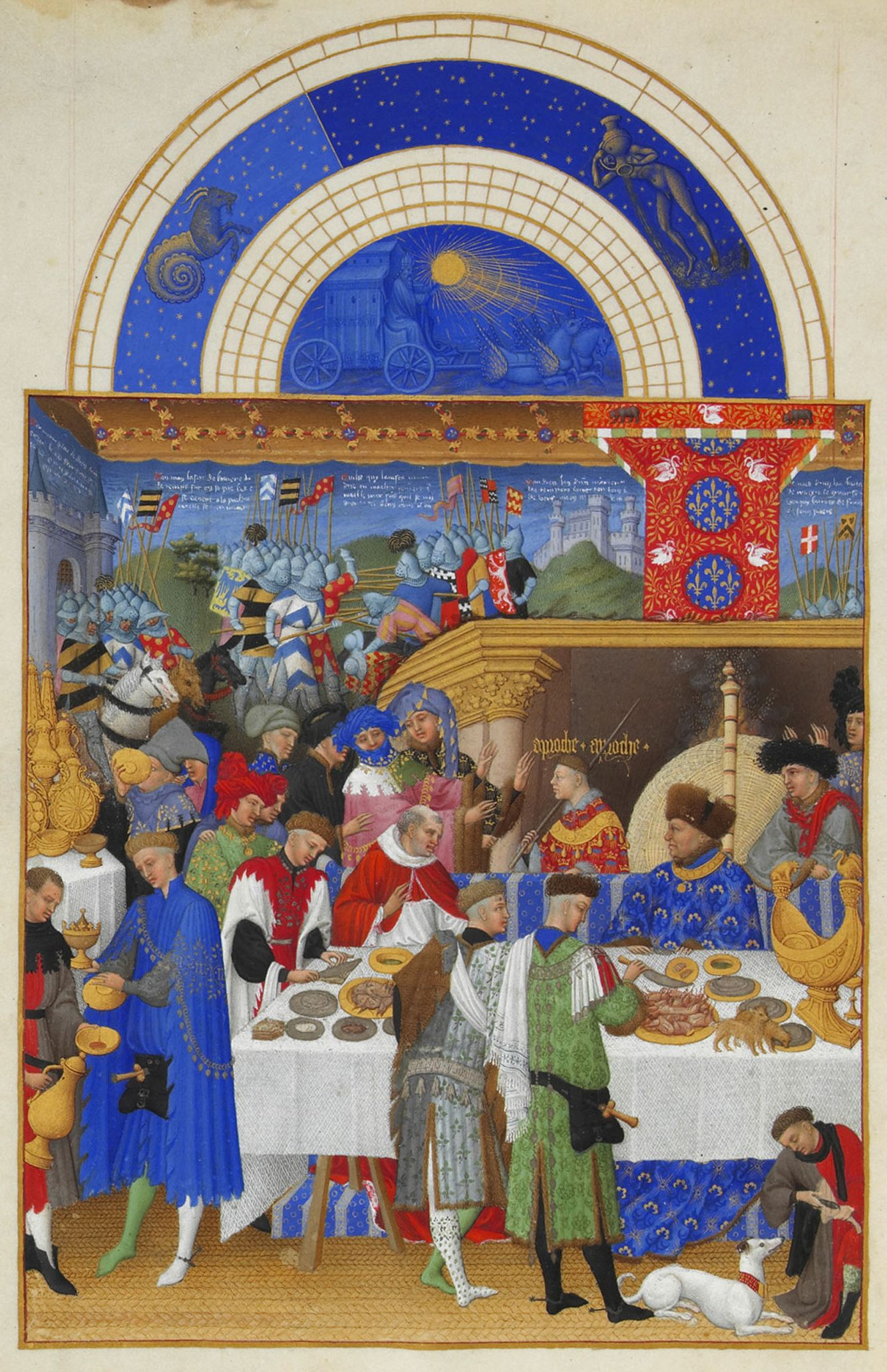
Très Riches Heures du Duc de Berry: Középkori lakoma

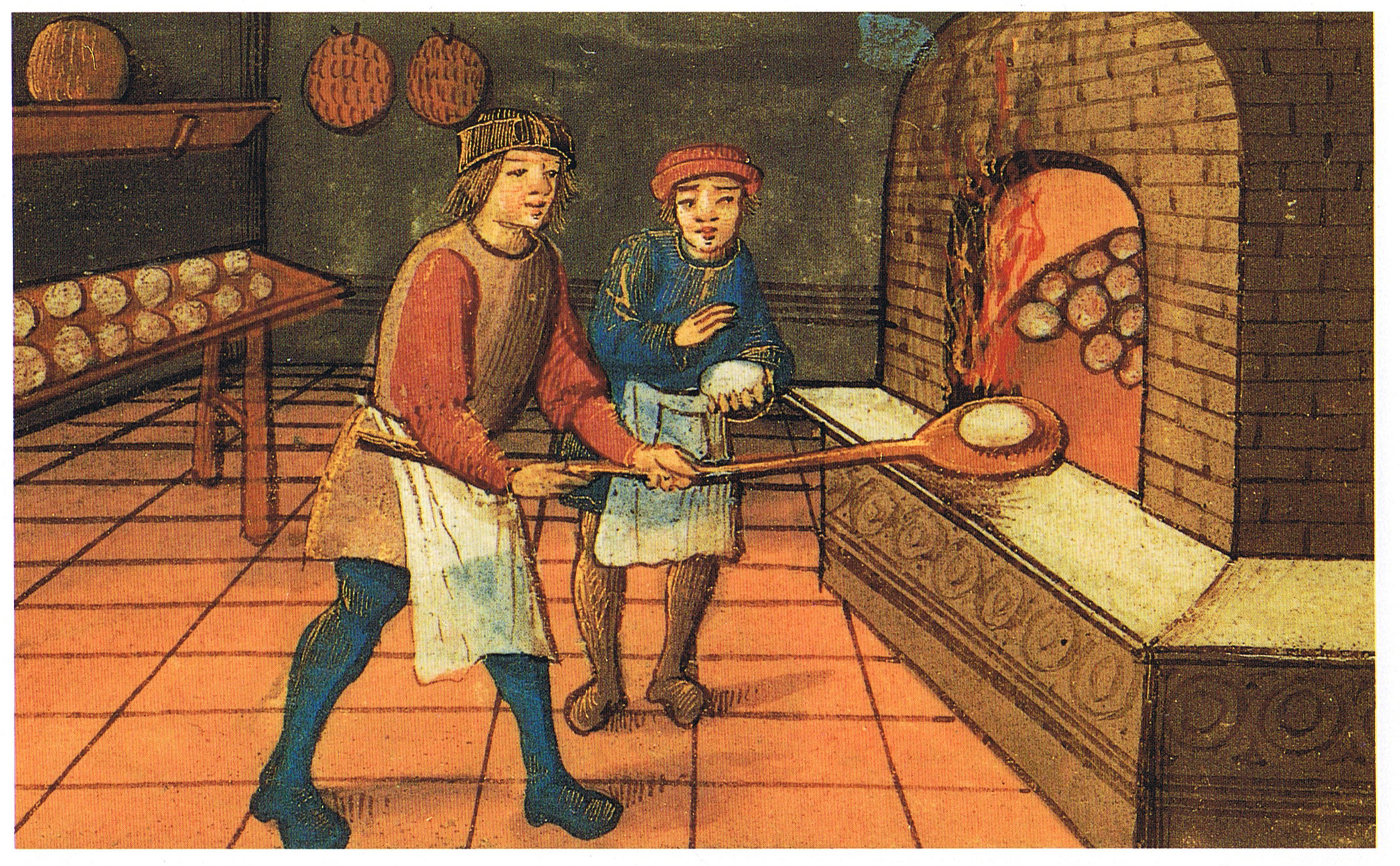
Pék és segédje – a kerek alakú cipókenyér volt a legelterjedtebb

A letelepedett magyarság ősi gasztronómiájába kezdetben a környező szláv népek étkezési szokásai, majd a bajor és szász konyha hozott jelentős változást; de a balkáni népek révén enyhe görög hatás is érvényesült.
A szláv népek ismertették meg a magyarokkal a zabot, a kölest, a rozsot és a hajdinát, a növényi ételek közül a káposztát, a tormát, a zöldborsót, és a különféle salátákat. Kialakultak a kolostorok, melyek szomszédságába falvak telepedtek és rendszeressé vált a földművelés, a gyümölcstermesztés, a méhészet, az állattartás. A konyhakerti zöldségtermesztés módszereit is a kolostorok szláv szolgáitól vették át a magyarok. A letelepedett életmód az eszközök fejlődését hozta, az ételek körének bővülését eredményezte.
Szent István király bajor felesége, Gizella révén a bajor és szász szokások, a német sütési-főzési módok is terjedni kezdtek. A házakban kialakult a konyha, és a szakácsmesterség önálló foglalkozássá vált. „A késő középkor kezdetére Magyarországon konszolidálódott a feudális agrártársadalom, elindult a városfejlődés. A társadalmi elit táplálkozáskultúrája bekapcsolódott az európai sokközpontú kolostori-udvari szakácsművészetbe. A köznépi táplálkozási szokások késő középkori szakaszát egy jelképes fordulat vezette be: a családi felszerelésből eltűnt a cserép főzőbogrács.” 1300-ra a magyarság gazdaság- és társadalomszerkezete, települései és lakóházai mind az európai feudális normákat követték. A régi és új elemek keveredése révén ekkorra a marhahús, a korábbinál több sertés-, birka és baromfihús, gabonafélék és kásanövények, hüvelyesek és levélzöldségek, valamint a gyümölcsfélék (a dinnye, szilva, kökény, szőlő, szelídgesztenye) alkották az alapvető élelmiszerkészletet. A húsételek elkészítésében továbbra is a főzés uralkodott.
A 15. században jelentős felvirágzást hozott az olasz gasztronómiai ismeretek beáramlása, amelyet Mátyás király második felesége, Beatrix honosított meg. Az ekkor betelepülő olasz szakácsoknak köszönhetjük a sáfrányt, a vöröshagymát, a gesztenyét, a pulykát, a zsemleféléket, a száraztészták használatát, és a sajtokat. „Mátyás király uralkodásának ideje emlékekben gazdag. A királyi és főúri asztalokra kerülő ételek sora bőséges és választékos. Galeotto Marzio leírása szerint Mátyás udvarában sokféle halat szolgáltak fel. A legkedveltebb halak: a csuka, a menyhal, az angolna, a pisztráng. A húsok között szerepelt a marha, a juh, a házi- és vadsertés, a kecske, a szarvas, az őz, a nyúl, a liba, a kacsa, a fogoly, a fácán. Kedvelt csemege a hízott pávahús is. Nagy gondot fordítottak a kovásszal készült kenyérre. Kedvelt fűszerek voltak az olasz dió, sáfrány, fahéj, bors, gyömbér, ánizs, kapor. A húsételeket erősen fűszeres mártásokban tálalták fel, a levesek és mártások sűrítésére kenyérbelet használtak. A húsok sütésénél már alkalmazták a nyárson és roston sütést. A pároláshoz, főzéshez bográcsot, üstöket és lábasfazekat használtak.”
A magyar köznép legnagyobb késő középkori gasztronómiai újítása az erjesztett kenyér sütése. A kenyér a középkor luxusélelmiszere volt. A 11. század során került a felső társadalmi csoportok étrendjébe, ám a köznépnél csak a 14. században vált elterjedtté. A kenyérfélék finomabb változata, a kalács csak a 15. században jelent meg.
A klasszikus főtt tészta átültetése során módosítások is történtek. Az olasz metélt már a középkorban összeforrt a reszelt sajttal. A tejfeldolgozási rendszerekből következően Itáliában a sajt, Magyarországon viszont a túró volt a feltétként legelterjedtebben rendelkezésre álló tejtermék. Így Magyarországon megjelent a túrós metélt, ami Itáliában teljesen hiányzott. A gasztronómiai szakirodalom legrégebbi magyar vonatkozású emléke, négy „jó magyar és cseh recept”, egy 15. századi müncheni könyvtárban fellelhető kódexben olvasható.

### A három részre szakadt ország egyedi konyhakultúrája
Az ország területi sajátossága miatt a magyarokat e korban jellemző étkezési és főzési szokások legtisztábban Erdélyben éltek tovább. Az erdélyi fejedelem szakácsmesterének, egy 16. századból ránk maradt szakácskönyve alapján a magyar ételeket vajjal vagy olajjal készítették, jellemzője a tejtermékek használata és az erős fűszerezés. A főtt tésztát és gombócot köretként vagy levesbetétként adták, a húsok és halak készítésekor sok gyümölcsöt – mazsolát, almát, körtét – használtak, így meghatározó volt az édeskés íz. Az ételkészítési eljárások közül alkalmazták a reszelést, a pácolást, tűzdelést, bundázást, az abálást, a párolást, a pirítást, az átsütést, a papírban vagy tésztában sütést. Az ételféleségek között voltak pástétomok, kocsonyák, hurka, kolbász, fánk, palacsinta, rétes, felfújtak, torták.
Azért kell az főszakácsnak egy becsületes, tekintetes, igaz, hív, egészséges, tiszta, szorgalmatos, barátságos és az főzésben alkalmatos tanult embernek lenni. Az urak pedig olyan szakácsot az ki borissza és részeges, és magát az boritalra annyira szoktatta, hogy minekelőtte az étket megfőzte, immár részeg legyen, meg ne fogadják és tartsák… Az szakácsok mindennap tiszta, fejér keszkenőkkel, előkötőkkel és egyéb tiszta kendőkkel légyenek jelen. Az ő szakállok pedig s mind hajok csinosak légyenek megrövidíttetve és megnyírittetve. …És mindeneknek előtte arra kell vigyázni, hogy az szakács jókedvű legyen…
A török hódoltság alá hajtott területeken, a török konyha jellegzetességei kerültek előtérbe; ezek közül került át a magyar gasztronómiába a pogácsa, a lángos, a bejgli és a töltött káposzta, amely fokozatosan háttérbe szorította a leghíresebb korabeli magyar fogásként ismert húsos káposztát: „A kortársak szemében a húsos káposzta a magyar társadalom minden rétegét összefogó, legjellemzőbbnek tartott étel, »Magyarország címere«.” Megsokasodtak a kukoricából és rizsből készült ételek. Ekkor jelent meg először a mák, a paradicsom és a padlizsán. Általánosan kedveltebbé váltak az édességek (grillázs, kalács, kifli, piskóta, tejben főtt galuska, madártej), amelyek közé újdonságok is kerültek, mint a mézeskalács, a „törökméz”, a birsalmasajt, vagy – talán a legfontosabb – a kávéivás szokása, amely nagy szerepet játszott egy későbbi fontos kulturális jelenség, a kávéház megszületésében.
Török hatásra kezdődött el a dió, a mandula, vékony héjú szőlő, a barack, a cseresznye, a meggy és a füge termesztése. A török kézen lévő területek magyar lakossága körében ekkor vált jellemzővé a sertéshús fogyasztása és a sertészsír használata. A legelterjedtebb fűszerek és ízesítőszerek a petrezselyem, köménymag, ánizs és a torma voltak.
Ez időben jelent meg hazánkban a Közép-Amerikában őshonos paprika és a burgonya. A fűszerpaprika először Szenczi Molnár Albert szótárának 1604-i kiadásában fordult elő török bors néven. Kezdetben mindkettőt egzotikus dísznövényként kezelték, általános használatuk csak 18. században vált jellemzővé.
A török hatással egy időben a Királyi Magyarország területén a magyar konyha szokásaiba az erősen franciás jellegű osztrák gasztronómia keveredett, ezen belül a bécsi udvari konyha hatása érvényesült. Így a francia konyha fogásainak elemei az osztrák gasztronómia közvetítésével épültek be a magyar ételkultúrába. A 17. század második felében e területen zajló fontos változás volt a leves mint bevezető fogás megjelenése: erőleves, borleves – már francia hatás. Talán még fontosabb, hogy az ételsűrítő eljárások között megjelent a lisztes rántás – vitatott, hogy tisztán magyar találmány, vagy esetleg a francia roux volt az ötletadó. Az viszont vitathatatlan, hogy a rántás gyakori használatának tipikusan magyar divatja hívta életre a ma már hungarikumnak tekinthető új ételcsoportot, a főzeléket. Szintén a korszak magyar újítása, hogy a kemencében sült kalácsok mellett megjelent, a parázson sült kürtőskalács. Az osztrák és a magyar konyha közös korszaka a törökök kiűzése után is – egészen a 20. század elejéig – fennmaradt.

### A Habsburg-kor

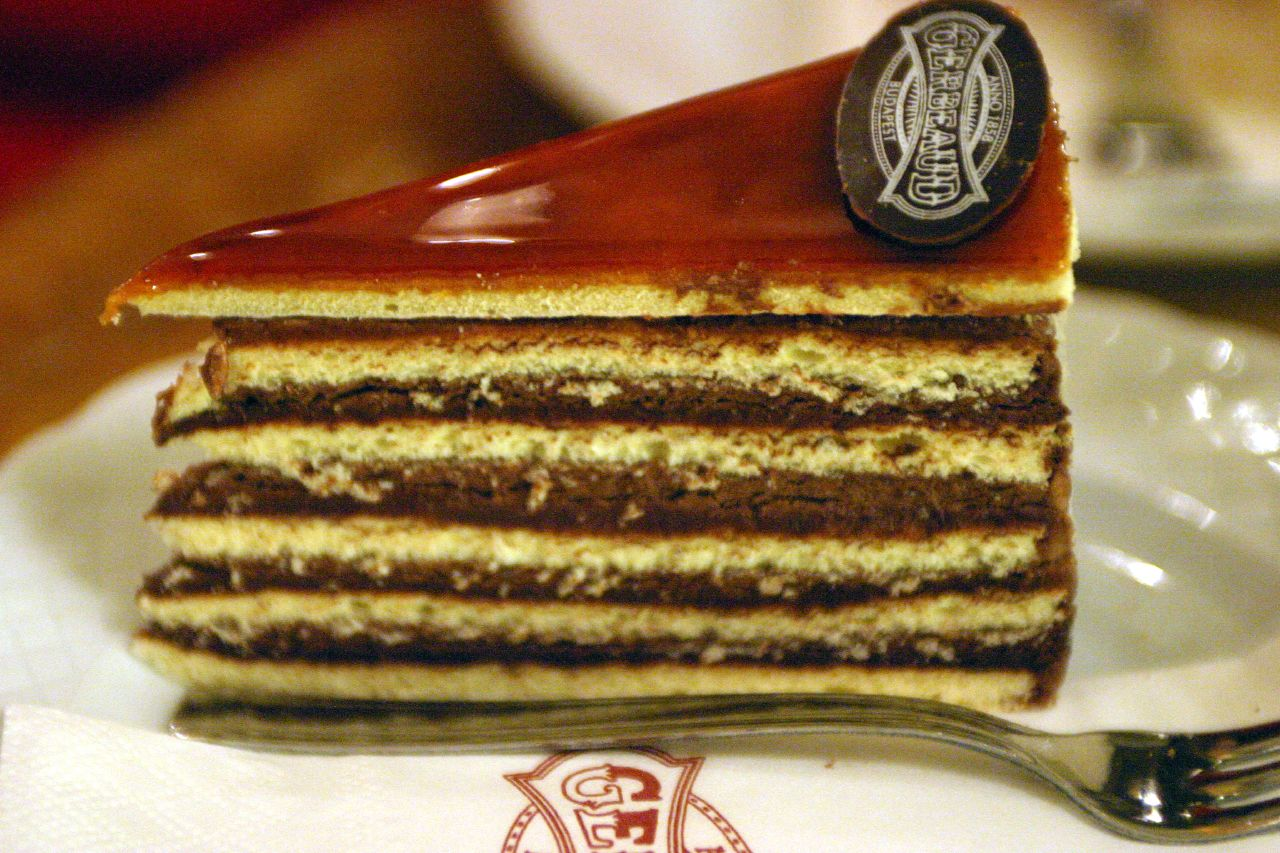
Dobostorta. Erzsébet magyar királyné és I. Ferenc József magyar király kóstolták meg elsők között a gyorsan híressé vált édességet.

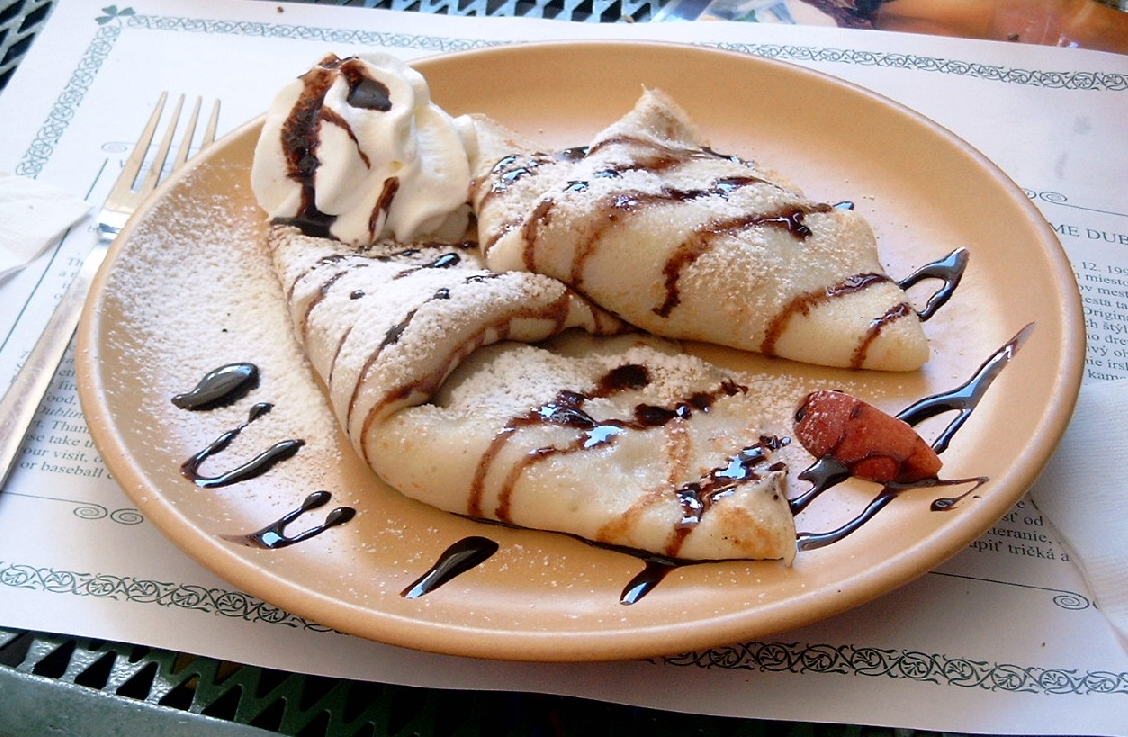
Gundel palacsinta

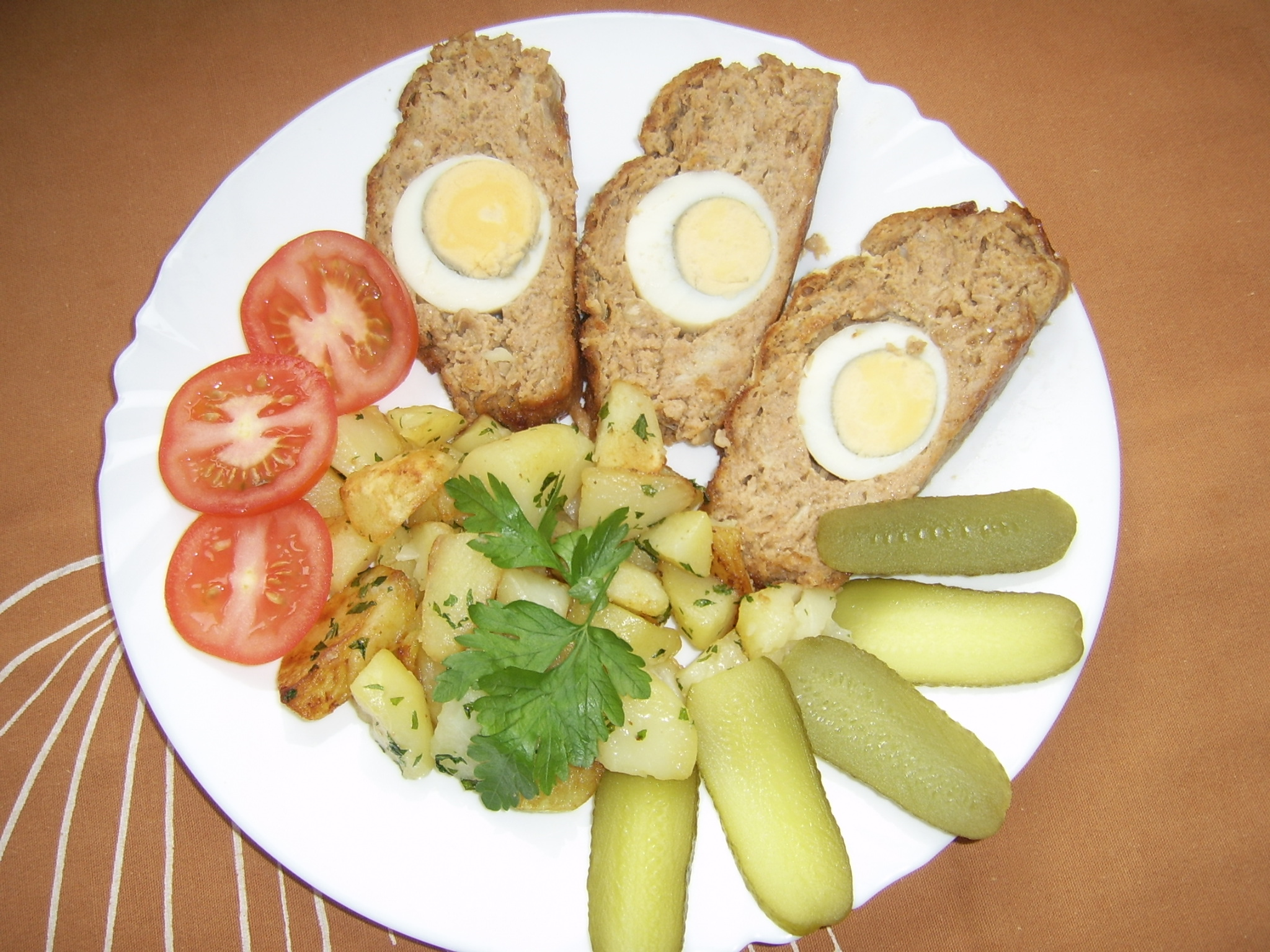
Stefánia vagdalt. A Stefánia belga királyi hercegnőről elnevezett vagdalt a benne lévő főtt tojások miatt különösen húsvétkor kedvelt fasírtféleség

A korszak folyamán az étkezésszervezés teljes átalakítása, a középkori eredetű formákkal való szakítás került napirendre. Mind az újkori hármas étkezési rendnek, mind a főétkezés új menüszerkezetének (egynél több fogás, első fogásként levessel) ismét országszerte volt közeli mintája, hiszen az elit kultúrából ellesve a középosztály terjesztette.” Bár a 19. század derekáig az úri-, a polgári- és a paraszti rétegek étkezési szokásai és ételei jellegzetesen eltértek egymástól, a korszak összességében a magyar táplálkozáskultúra társadalmi kiegyenlítődését eredményezte. A változásokat a hazai mezőgazdaság (gabona- és burgonyatermelés előretörése az állattenyésztés rovására) és élelmiszeripar szerkezeti átalakulása (malomipar és cukorgyártás térhódítása), az ipari forradalom hatására átformálódó társadalmi struktúra (ezen belül a középosztály megerősödése: középbirtokos, középpolgár, értelmiségi), és a rohamtempóban terjedő modernizáció indukálta.
A hosszú Habsburg uralom, illetve a 18-19. századi magyar nemesség körében egyre gyakoribbá váló utazások hatására francia és angol ételek kerültek át a magyar gasztronómiába. Az egész korszakot a konyhakultúrák keveredése jellemezte, és éppen ennek táptalaján fejlődött az a nemzeti büszkeség, amely segítette az egyedi vonások felerősödését.
A 19. század első felére a hazai vendéglők rendszeresen ötfogásos menüt kínáltak: húsleves – főtt marhahús mártással – becsinált vagy főzelék feltéttel – főtt tészta – sült hús fogást, ebben a sorrendben. Ezenkívül még választani lehetett előételt, csemegefogásban sajtot, gyümölcsöt, továbbá kávét, csokoládéitalt, teát, limonádét és természetesen bort. Az étlapokon az európai konyha fogásai domináltak: rajnai lazac, a westfáliai sonka, a pomeráni libamell, és elterjedtek az olyan (franciás) elnevezések, mint a galantin, omlette, mayonnaise, cotelette, escalop vagy a saufé. „1790 táján a nemzeti sajátosságokkal érvelő nemzeti politikai ellenállás egyik jelképéül választotta a gulyás/pörkölt/paprikást, ami az étel gyors közép-európai megismertetéséhez vezetett az elit kultúrában.” A magyar konyhát forradalmasította a zsíron enyhén pirított hagyma és fűszerpaprika felhasználása, a lisztes-rántásos főzelék, illetve maga a sertészsírral készült rántás. A vajban pirított liszttel való sűrítés már régebben ismert és használatos volt a magyarországi konyhákon, de a zsírral készült rántás francia módja (roux) bécsi közvetítéssel jutott el hozzánk. A magyar konyha kétféle osztrák rántást vett át, a világos rántást és a barna rántást. A másság kihangsúlyozása miatt majdnem minden magyar ételt paprikáztak: volt paprikás hal, paprikás hús, paprikás csirke. Szintén az „ellenállás” eredményének tekinthető az egytálétel jellegű, laktató levesek, pl. a Jókai-bableves, a palócleves megjelenése, bár nem a könnyebb, zöldség- és gyümölcslevesek rovására.
Miért ne lehetne nekünk egy „tisztán magyar" szakácskönyvünk, mely azon ételek készítésmódját adná elé, a mik épen népünk kedvenczei s a miket a magyar gazdasszonyok tudnak ugyan, de a magyar szakácskönyvek nem ismernek. Majd minden vidéknek van ily kedvencz eledele, a mit csak ott tudnak jól készíteni, a mi után a külföldre jutott magyar ember visszasohajtozik; és a mik valóban nekünk valók, és jó ízűek. Ilyenek : Első helyen : a kolozsvári töltött káposzta. 2) A szegedi paprikás hal. 3) A komáromi halászlé. 4) A kolozsvári levelén sült. 5) A tordai aranygaluska. 5) A kecskeméti bélés (elnyújtott, de száraz tésztából készül.) 7) A szabadkai rácz pite. 8) Az abrudbányai bálmos. 9) A háromszéki haricskapuliszka. 10) A debreczeni magyar kolbász. 11) A komáromi csiramáié. 12) A szegedi tarhonya. 13) A debreczeni borsoska. 14) A csíki mézes pogácsa. 15) A görheny. 16) A kőrelebbencs. 17) A katakönyöke (Komárom.) 18) A Boszorkánypogácsa, 19) A vetrecze. 20) A tokány. 21) A bocskoros. 22) A tárkonyos. 23) A czibere. 24) A debreczeni fonatos. 25) A miskolczi perecz. 26) A csalóközi tejfelgombócz. 27) Az erdélyi lucskos káposzta. 28) A rest asszony derelyéje. 29) A nyögvenyelő. 30) A korhelyleves. 31) A ludaskása. 32) A hajdukáposzta. 33) A csőröge. 34) A kaproslepény. 35) A dorongos fánk. 36) A rétesek és derelyék mindenféle nemei stb. stb. stb. És ezeknek megannyi variatiói.
A vendéglátóipar erősödése hívta életre a magyar ételek választékának bővítése, valamint a hazai fogások európai illetve nemzetközi gasztronómiai ízléshez igazítása iránti igényt, mint például a Fatányéros. A magyar szakácsművészet korabeli kiválóságai Gundel János és fia Gundel Károly, Marenchich Ottó, Marchal József, Csáky Sándor, Gerbeaud Emil Dobos C. József voltak, akik nemzetközi színvonalra emelték a magyar gasztronómiát.

### 1947-től 2010-ig – A romlás időszaka
A polgári gasztronómia és vendéglátás koporsójába az első szöget az államosítás verte, hiszen a kifőzdéket, kisvendéglőket jellemzően családi vállalkozások működtették és a jó gazda szemével, sokszor generációk óta működtetett konyhák egyedi arculata is elveszett a családi recepteket őrző tulajdonosok elűzésével. A kommunisták kispolgári csökevénynek tartották a vendéglátást, így az államosított üzletek zömét be is zárták.
Ezzel párhuzamosan a mezőgazdaságot is kollektivizálták és a nagyüzemek a gyenge minőségű, de nagy hozamú fajokat és fajtákat erőltették. Eltűntek a tájfajták, a minőségi alapanyagok. Minden a mennyiségnek volt alárendelve.
A háborúból rengeteg jól képzett szakács sem tért haza, de a szakmát még tovább rombolták azzal, hogy az államosítások után "felszabaduló" munkaerőt erőszakkal az iparba irányították.
Az erőltetett iparosítás miatt a nők is munkába kényszerültek, ezért bevezették a közétkeztetést. A hatalmas adagszámban, a rendelkezésre álló silány alapanyagból készített olcsó, kalóriadús ételek mindent elfedő fűszerezésére kiválóan alkalmas volt az olcsón, nagy tömegben előállítható pirospaprika és vöröshagyma, így a korábban csak a Dél-Alföldre jellemző ízvilág az egész országban elterjedtté vált.
A Kádári konszolidáció időszakában azután újranyitották az éttermeket, de már az új paradigma a közétkeztetés alapjain. Az ehhez igazodó tankönyveket, recepteket és technológiákat Venesz József dolgozta ki. Venesz, aki maga még jól képzett szakember volt, megpróbálta Escoffier konyháját a magyar szocialista tervgazdálkodásra adoptálni. Ő még tisztában volt vele, hogy az általa felvonultatott technikák és technológiák zöme a magyar helyettesítő találékonyság szüleménye, de az ebből tanuló generációknak erről már fogalma sem volt. Így terjedhettek el az olyan szakmai sületlenségek, mint az olajos-mustáros "szárazpác", amit eredetileg arra szánt, hogy az akkoriban elérhetetlen, roston süthető marha-húsrészek helyett a hozzáférhető párolandó darabok rostonsütés után elrághatóvá váljanak. (A mustárban található ecet savja idővel szétmarja a rostok közötti kollagént.) Az ételek minőségét tovább rombolta, hogy a Belkereskedelmi Minisztérium évente rendeletben szabályozta a felhasználható anyaghányadokat, amit minden szakmai alapot nélkülözve, kizárólag a tervgazdálkodás számaihoz igazítottak konyhát közelről sosem látott bürokraták.
Venesz munkássága azért átok a magyar gasztronómiára, mert tönkretette a szakmai képzést és teljesen hibás koncepció mentén uniformizálta a magyar konyhát. A legnagyobb kárt mégsem ő okozta, hanem a peresztrojka.
Gorbacsov hatalomra kerülése utat nyitott Kádáréknak arra, hogy tovább lazítsanak a "legvidámabb barakkon" és erre a már amúgy is nyögvenyelősen vegetáló vendéglátóipari konglomerátumok ingatlanügynökségekké alakításában találták meg a legtökéletesebb alanyt. Minthogy vállalkozni ebben az időben semmilyen más területen nem lehetett, aki csak pénzt akart keresni vendéglőt bérelt. Az addig se fényes szakma innentől a teljes züllés lejtőjére került és karriert azok tudtak építeni, akik a legügyesebben szolgálták az egymást sűrűn váltó tulajdonosokat a gyors meggazdagodásban.
Nagyjából a rendszerváltás idejére telítődött a piac és megindult a koncepciókeresés a zsugorodó középosztály becsalogatására. Sajnos szakmai háttértudás hiányában ez közel húsz évig tartott.
Az első ötlet, ami elterjedt, a hatalmas, tányérról lelógó adagok voltak. A mennyiség persze a minőség rovására ment, mert adott összegnél nem lehetett többet kérni egy tányér ételért a konkurencia miatt.
A következő korszak a középkort imitáló "lovagi-", "királyi" rendek és megint csak a szakértelem hiányából fakadó ötletelések időszaka volt.
Az ezredforduló után a "helyi" ételek (pontosabban a helyinek beállított kreálmányok) vitték a prímet, ami a panírozott, bármivel töltött húsok elburjánzásával járt. Ezek fénykora kb. 2010-ig tartott.
A rendszerváltással és a konvertibilis forint bevezetésével Magyarországon is megjelentek a félkész termékek (leves- és mártásporok, fagyasztott köretek és panírozott termékek). Ezek a fent leírt alaphelyzetre rászabadulva nagyon visszaszorították a friss alapanyagok használatát, új uniformizálódást kiváltva a magyar gasztronómiában.
Mindehhez végig asszisztált a Magyar Nemzeti Gasztronómiai Szövetség (MNGSZ), amely a rendszerváltás után alakult át a Magyar Szakácsok és Cukrászok Szövetségéből. Elnöke a '80-as évek eleje óta a mindenkori politikával jó kapcsolatokat ápoló Unger Károly volt.
Ezt a tarthatatlan állapotot elégelte meg néhány szakmabeli és világlátott ínyenc és adta ki a Kulináris Charta-t 2007-ben a 2004-ben alakult Magyar Gasztronómiai Egyesület (MGE) nevében.
A következő négy évet az MNGSZ gáncsoskodása és vezetői durva hangvételű nyilatkozatai jellemezték, amivel megpróbálták ellehetetleníteni az MGE munkáját, hitelteleníteni a vezetőit saját befolyásának megtartása érdekében.

### 2010- A megújulás
2010-ben a Costes étterem megkapta Magyarország első Michelin-csillagát és az MNGSZ-MGE párharc lekerült a napirendről.
Az MGE már a megalakulásától kezdve motorja volt a szakma fejlődésének. Támogatta az olyan szakmai műhelyeket, mint Bicsár Attila Alabárdos étterme vagy Pethő Balázs Csalogány 26 bisztrója, amelyek olyan, ma már híres séfeket neveltek ki, mint a Michelin-csillagos Borkonyhát vezető Sárközy Ákos, vagy Huszár Krisztián (Beszálló), Ádám Csaba (Olimpia), Mogyorósi Gábor (Laci!Konyha).
A munka eredményeként országosan fejlődő új magyar bisztrókonyha és fine-dining lassan megveti a lábát és óriási hatással van az össz-magyar konyhára. A 2010-es évtized végére ott tartunk, hogy Magyarország európai szinten érdekes hely lett a kulináris turizmus számára.

## Étkezési rend

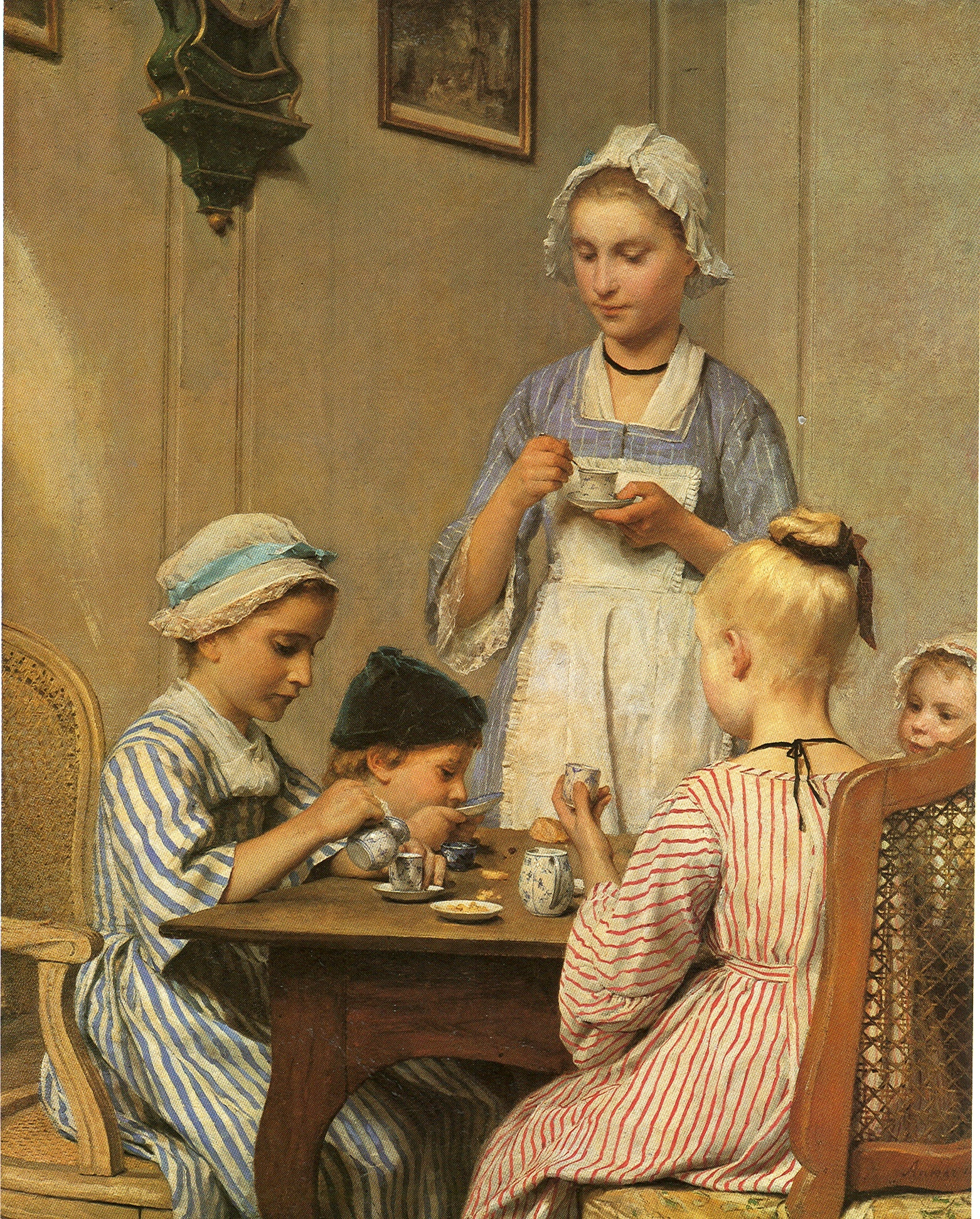
Albert Anker: Gyermekreggeli

Az étkezések napi rendjének az európai kultúrában – így Magyarországon is – két alapvető szerkezeti mintája ismeretes, az ún. középkori kettős és az újkori hármas étkezési rend.
A középkori kettős étkezési rend Európa egész területén, a királyi udvartól a parasztokig mindenkire kiterjedt. A napi első étkezés a kora délelőtti órákban fogyasztott ebéd, a második a délutáni vacsora volt; mindkét étkezés főtt, meleg ételekből állt. Ezt a katolikus egyház 11. századtól bevezetett étkezési előírásai – a böjt és az absztinencia szabálya – egészítette ki. A húsos és hústalan napok visszatérő szabályos váltakozása a heti étrend kialakulását eredményezte, amelyből a pénteki absztinencia – húsmentes nap szokása általános szabályként Európa-szerte, napjainkig fennmaradt.
A legkorábbi szakácskönyvek jellegzetessége, hogy az ételeket a húsevőnapok és a hústalan napok szerint két kategóriába csoportosították. Később a szabály enyhülése nyomán alakult ki a „tojásétkek” vagy „vajas étkek” csoportja, amikor a tojás és tejtermék megengedett, csak a hús tilos, és a „böjti eledelek” fejezete, ahol hús, tojás, tejtermék nélküli recepteket hozták.
A középkori kettős és az újkori hármas étkezési rend váltása Magyarországon és Erdélyben az 1700 körüli századfordulón történt, a felső társadalmi rétegek kultúrájában, de általánossá csak a 19. század legvégén vált. Az újkori hármas szerkezet állandó étkezései a ma is szokásos reggeli-ebéd-vacsora.

### Reggeli

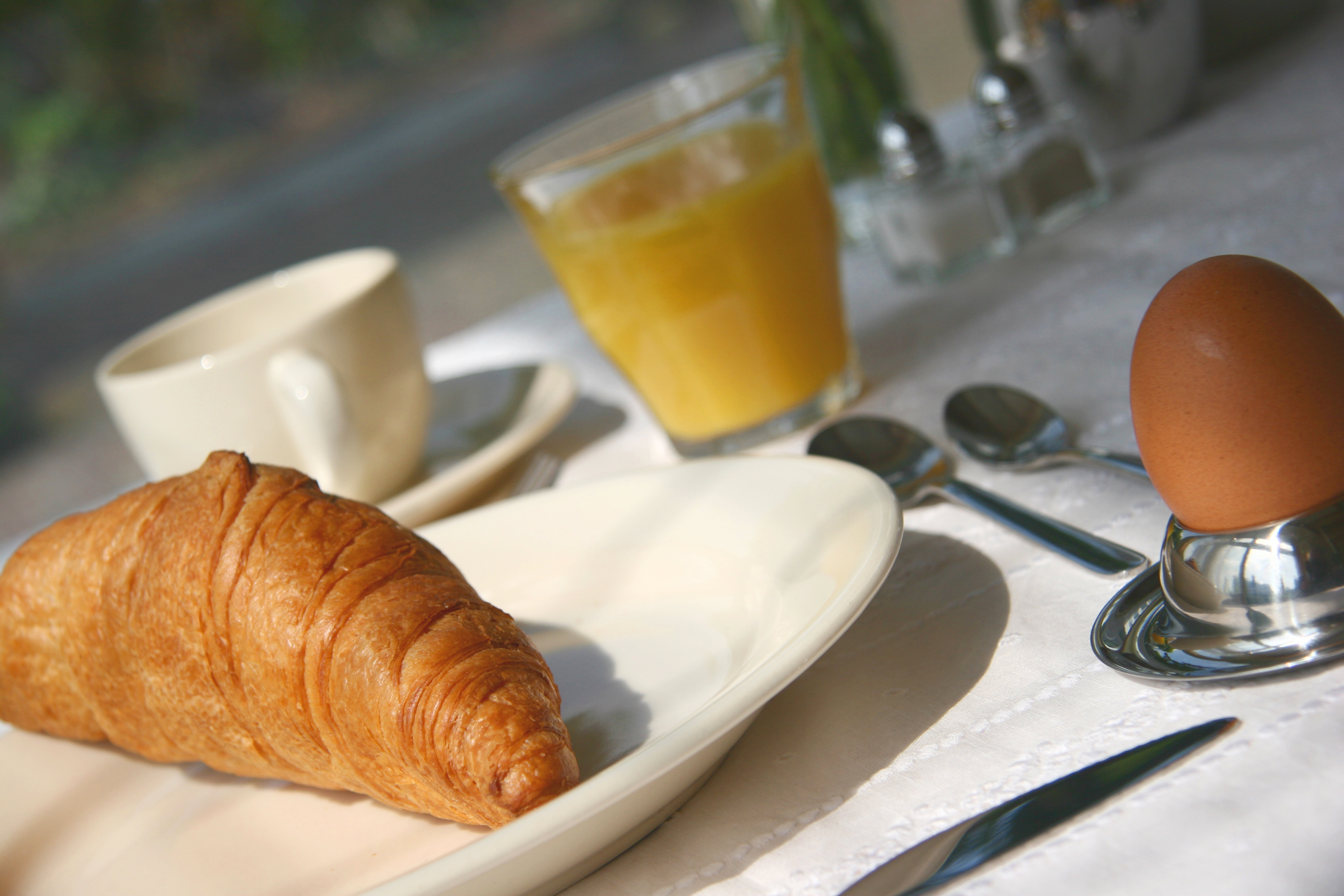

A kiadós angol reggelihez hasonlóan magyar szokás a tartalmas és kiadós reggeli. Ez általában szendvics: friss kenyér vagy pirítós vajjal, sajttal, túróval, körözöttel vagy pástétomokkal – májkrémmel, kenőmájassal – és felvágottakkal – sonka, szalámi, kolbász, disznósajt – illetve szalonnával. Ezen túl a tojás (sült, főtt vagy rántotta), a bundás kenyér és zöldségfélék (mint a paprika, paradicsom, uborka, retek és újhagyma) is szerepelhetnek a reggeli kínálatában. Gyakori reggeli egy pohár tejjel, teával vagy kávéval elfogyasztott mézes vagy lekváros kalács, kifli. Ez napjainkban már kiegészült a gabonapelyhekkel, a gyümölcsökkel és turmixokkal. A gyerekek kedvenc reggeli eledele az édes tejberizs vagy a tejbegríz és a meleg kakaó, tejeskávé vagy forró csokoládé.
A magyar vendéglátás egy speciális formája a villásreggeli, amely a megszokottnál kiadósabb és ünnepélyesebb jellegű reggeli étkezés. Fogásai között szerepelhet főtt tojás, hideg sültek, hideg saláták, omlett, palacsinta, körözött, kaviár, libamáj, gyümölcssaláták, kompót, gyümölcsjoghurtok, sütemények és torták, gyümölcslevek és pezsgő.

### Ebéd

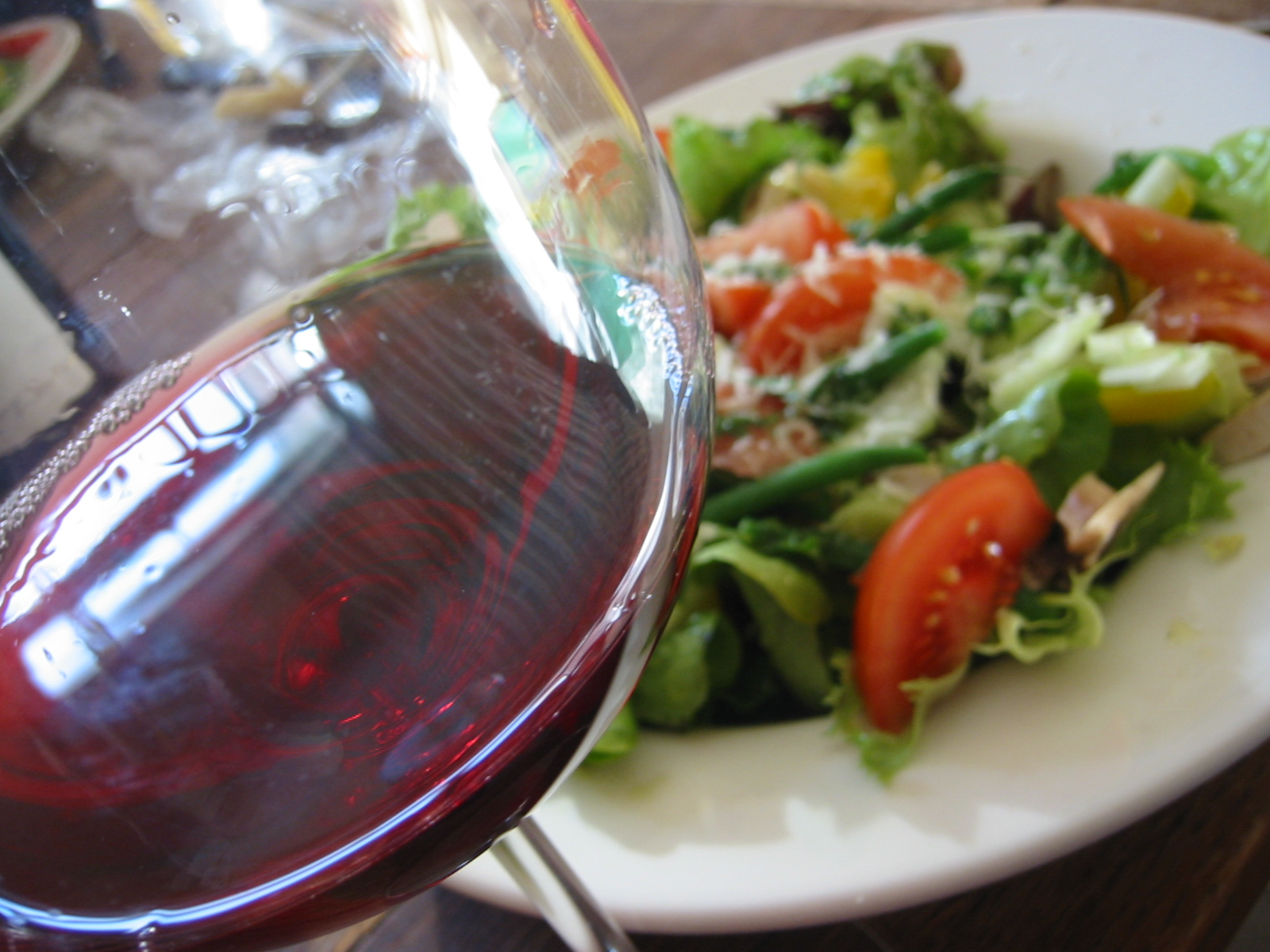

Az ebéd a nap több fogásból álló főétkezése. Fogásai a hideg és meleg előételek, leves, főétel – a főétel lehet főzelék, édes-sós tésztaféle, vagy húsétel körettel és salátával – ezt követi a desszert, alkoholos vagy alkoholmentes italok, majd a gyümölcs. A saláta jellemzően a húsételek kísérője, sós, ecetes lével készített savanyúság fejes salátából, uborkából, paradicsomból.
A vegyes zöldségekkel, keménytojással, gombával, sült vagy főtt húsokkal, halakkal készített aszpikos, majonézes dresszinges salátákat előételként, vagy néha főételként fogyasztjuk.
Az étlapok jellemző fogásai: Előételek, Levesek, Saláták, Készételek, Egytálételek, Frissensültek, Halételek, Szárnyasok, Tészták, Köretek, Sütemények vagy Desszertek, Sajtok.

### Uzsonna
Főként a gyerekek között népszerű a kora délutáni könnyű étkezés, az uzsonna: általában gyümölcs vagy szendvicsféle.

### Vacsora
A vacsora a nap utolsó étkezése; állhat meleg és hideg ételekből is. Leggyakrabban egytálételek, a reggelihez hasonlóan szendvics vagy virsli mustárral, süteményfélék, palacsinta kerülnek az asztalra.

## A magyar étrend jellemzői

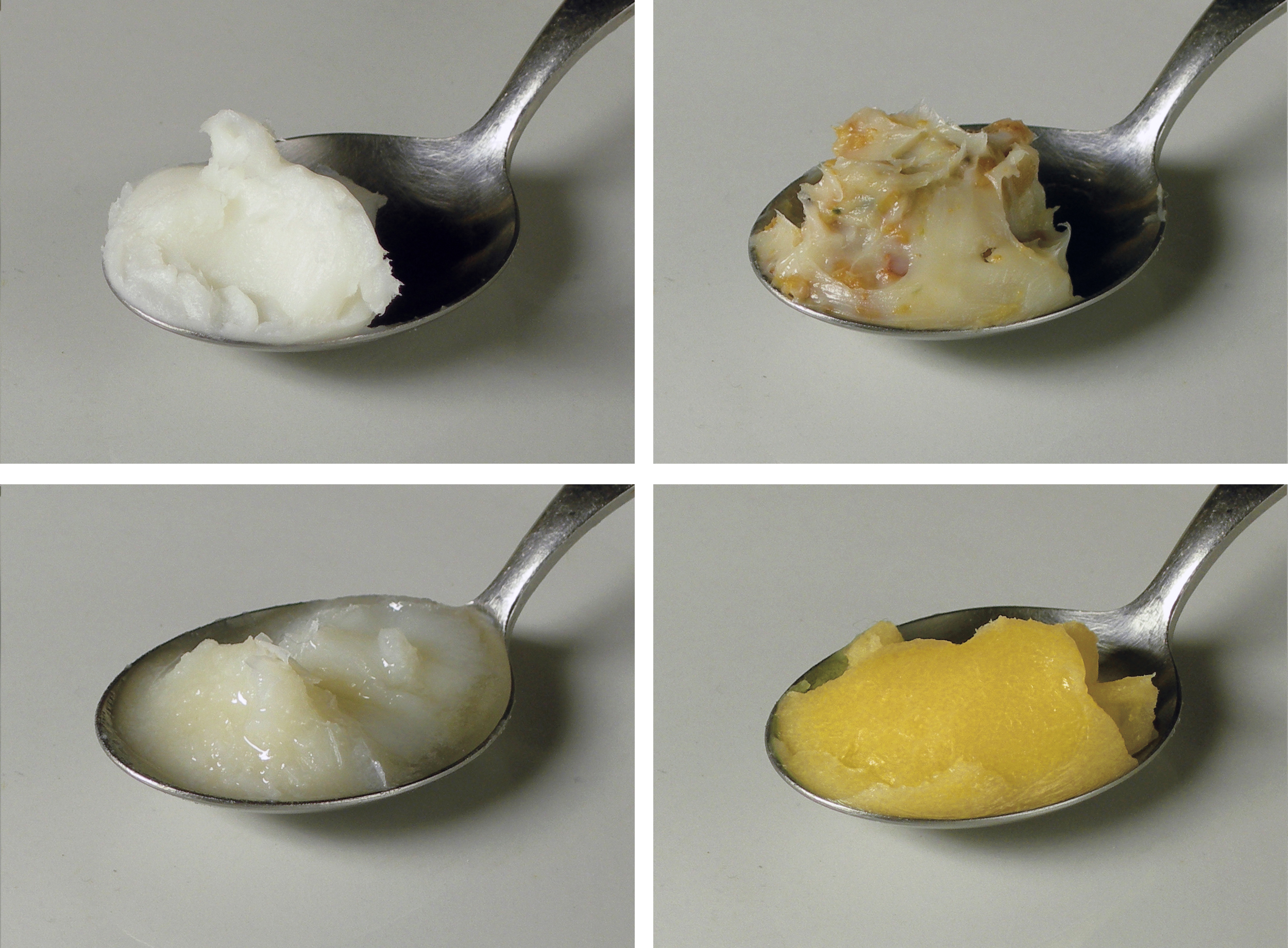
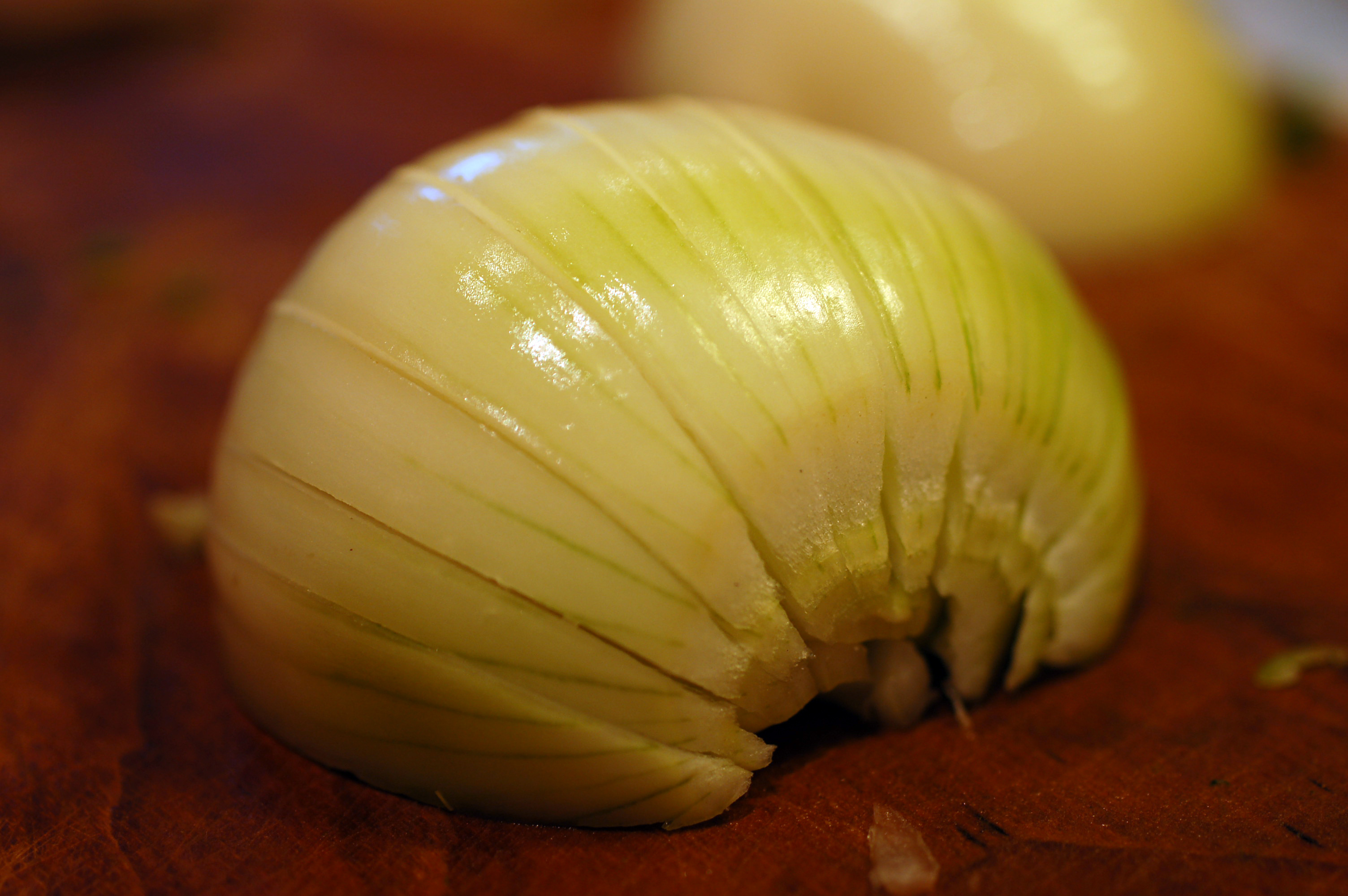
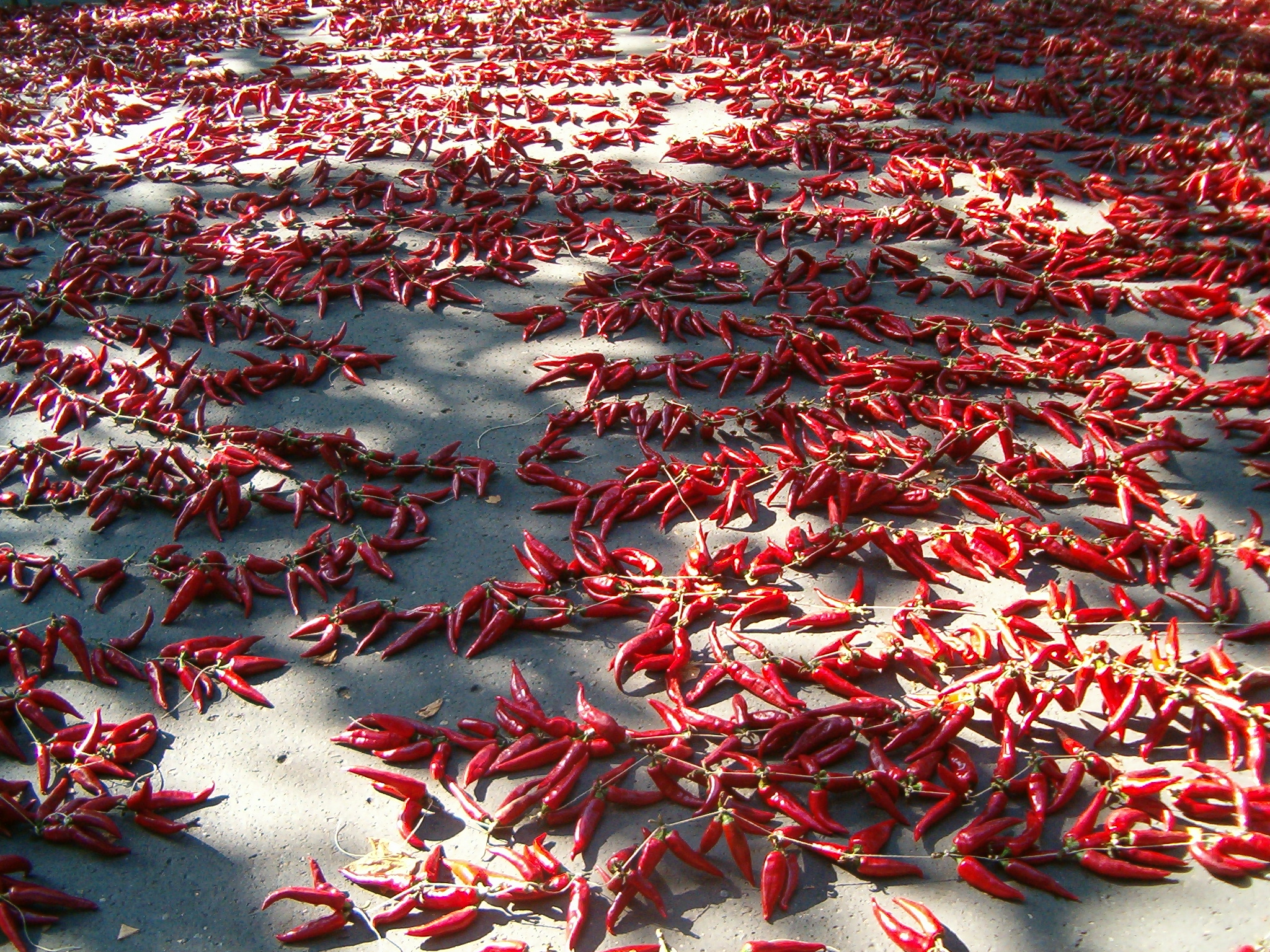
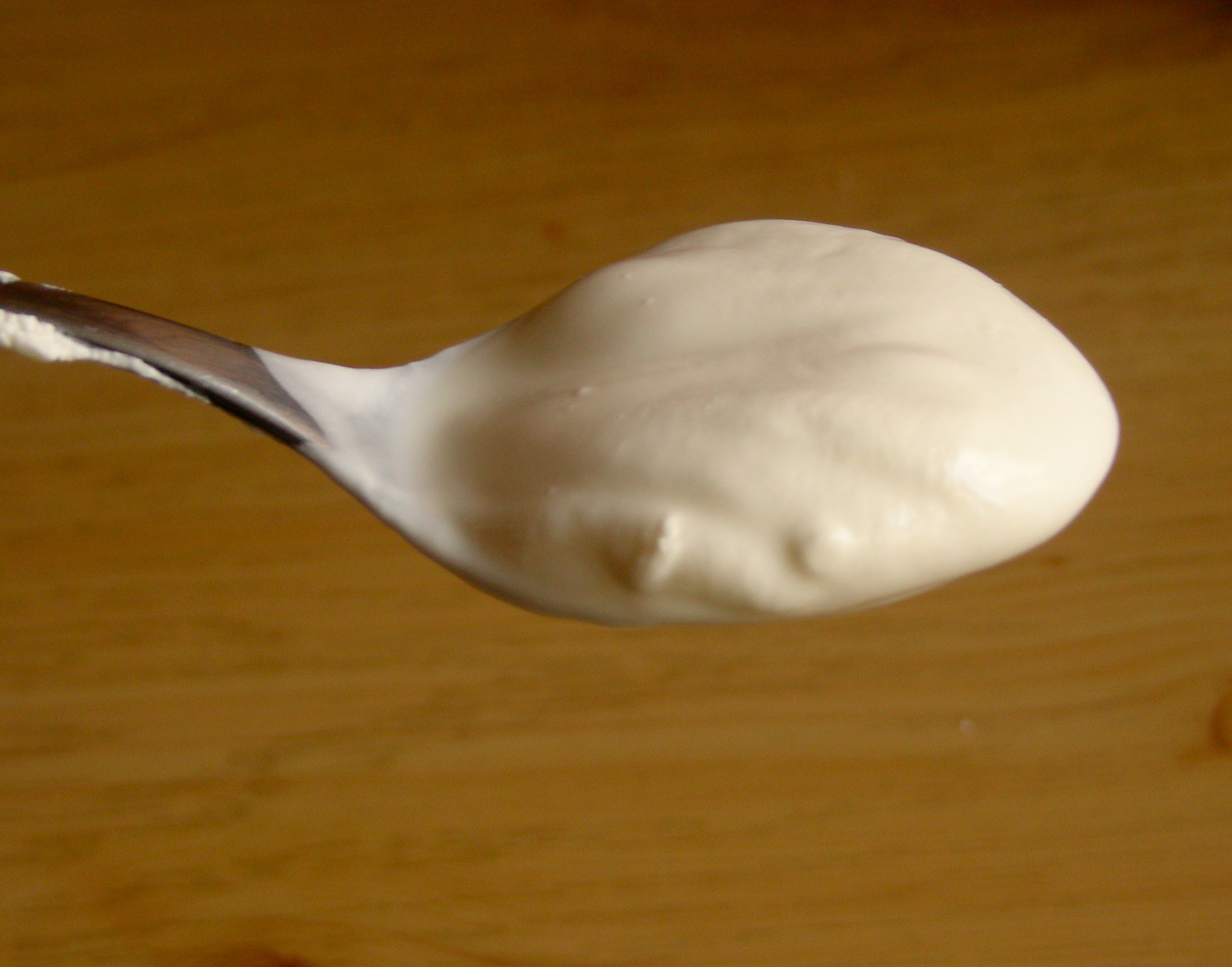
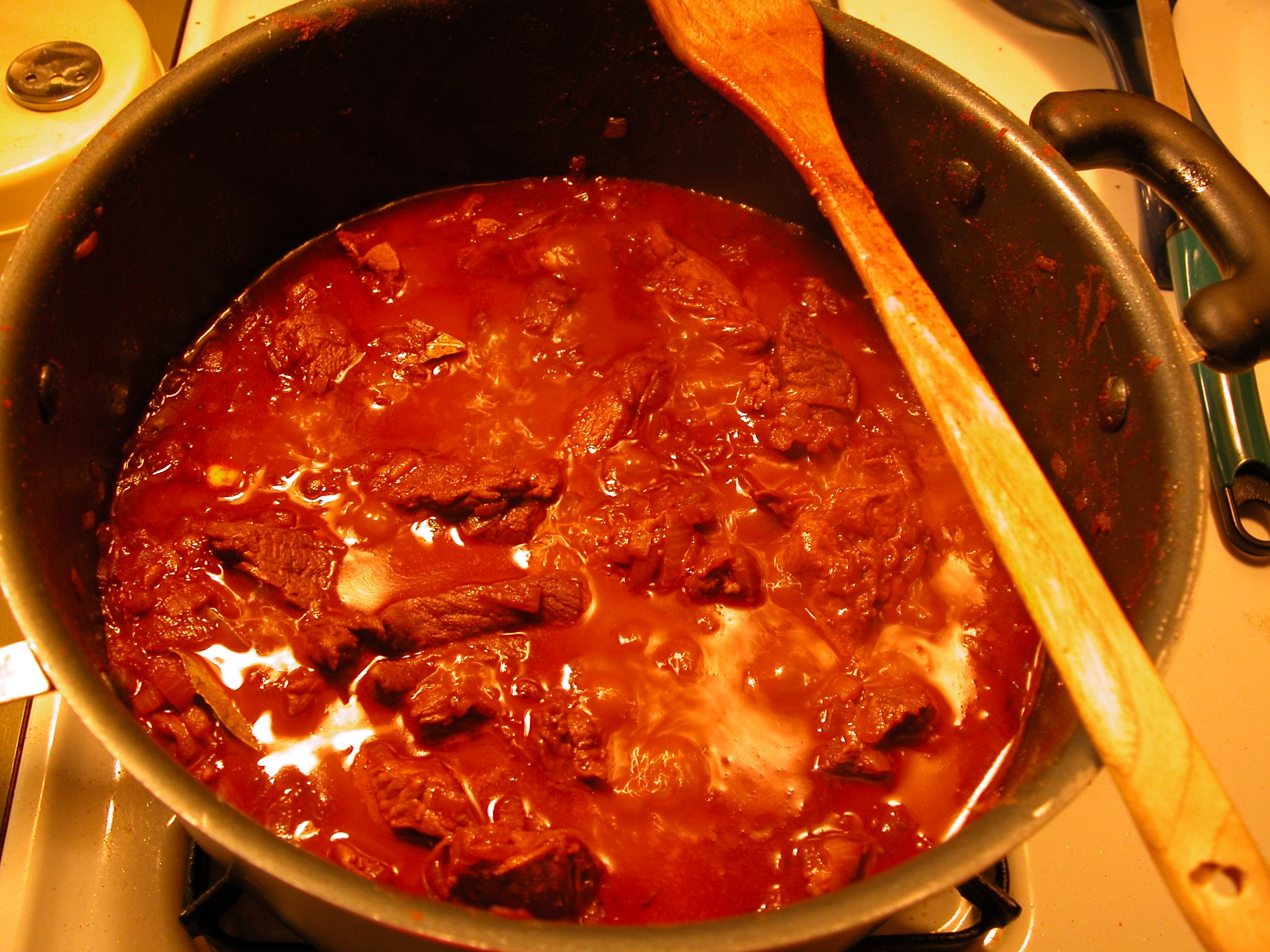

A hagyományos magyar konyha fő jellemzői az alábbiak:
- a sertészsír vagy étkezési olaj, a vöröshagyma és a fűszerpaprika együttes használata
- a sertéshús és sertészsír domináns alkalmazása (az utóbbi helyett ma inkább étolaj)
- a tej, túró, de különösen a tejföl nagymértékű felhasználása
- sajátos ételkészítési módok (pörköltalap-készítés, pirítva párolás, rántással sűrítés)
- pácok és sajátos fűszerezési eljárások
- magas szénhidráttartalmú köretek és főzelékek fogyasztása[4]

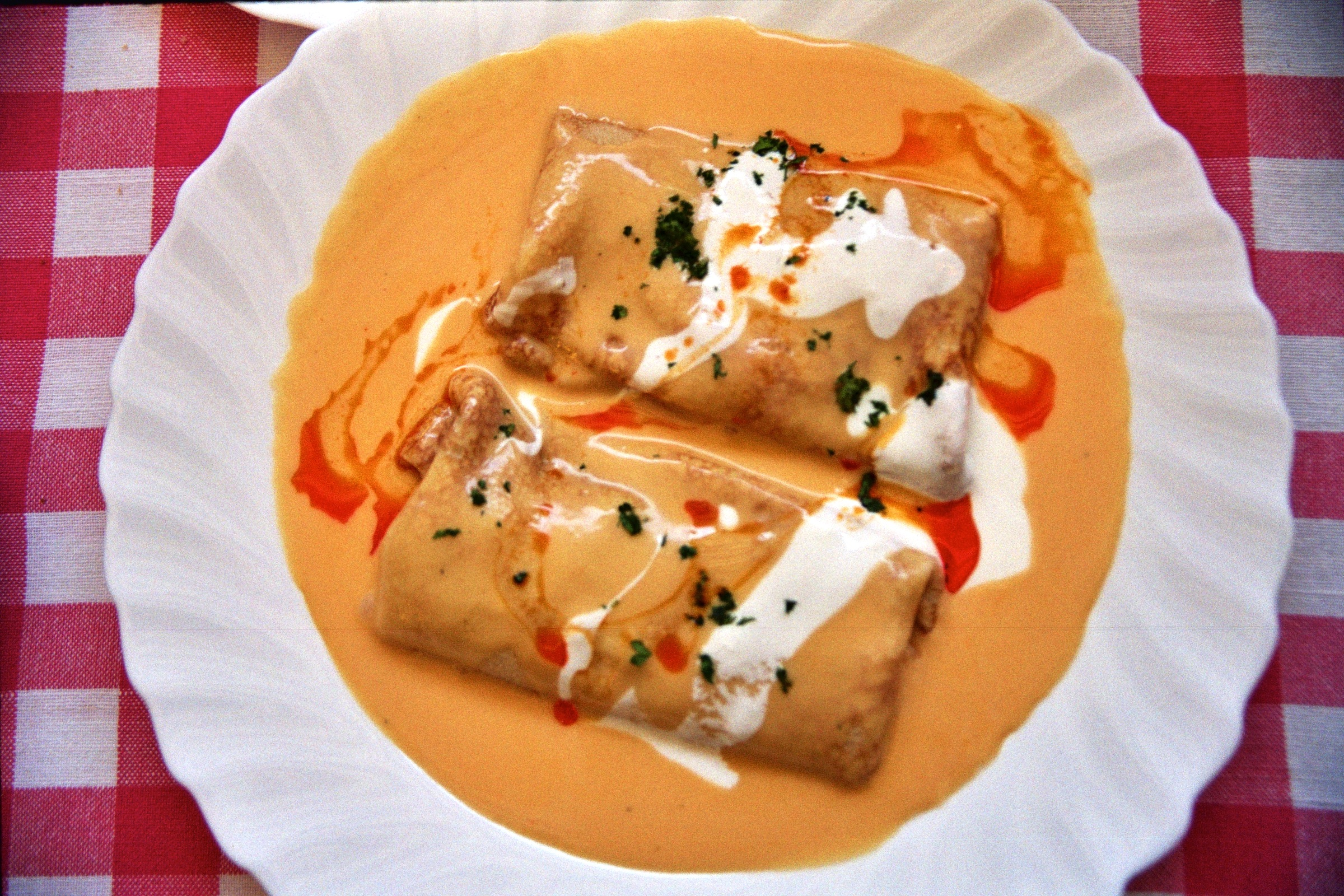
Hortobágyi palacsinta, csirkehússal töltött ízletes palacsinta

### Előételek
Az előétel az étkezés elején fogyasztott kisebb étvágygerjesztő fogás, nem része a tradicionális magyar ételsoroknak. A modern európai konyhakultúra részeként került be a hazai ételválasztékba. Bármilyen könnyen emészthető, étvágykeltő ételből lehet előétel, melyet általában kisebb adagokban tálalnak, mint a főételeket. Különösen alkalmasak arra, hogy egyedi finomságokkal tarkítsuk az ételsort, de egy-egy drágább, különlegesebb, ínycsiklandozó falatot csempésszünk a menübe.
Napjaink legismertebb magyar előételei a hortobágyi palacsinta, a sült libamáj, a libatepertő vagy a hazai kolbász és szalámifélékből gondosan összeállított kóstoló. (Hideg előétel, Meleg előétel)

### Leves

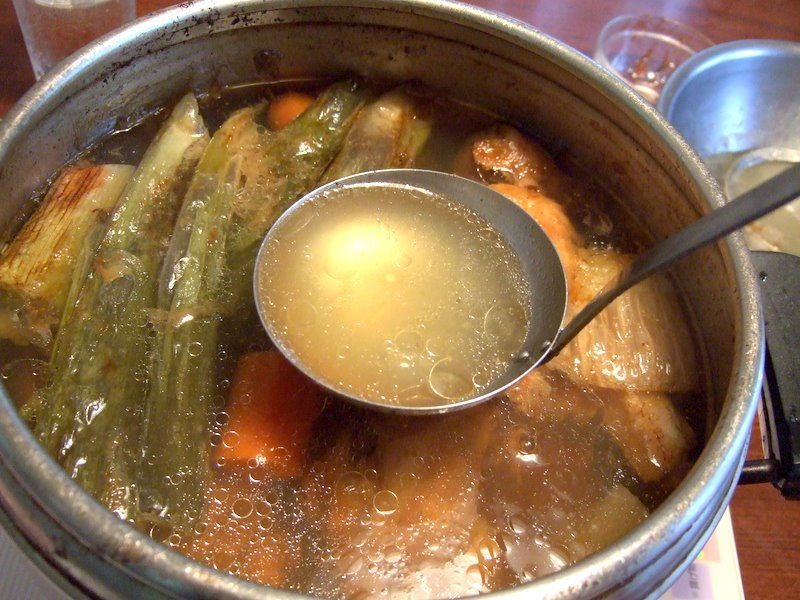
Marhahúsleves

A magyar ember étkezésében kiemelkedően fontos szerepet játszik a leves, amelyből igen nagy a kínálat az alapanyagok és az elkészítési módok terén egyaránt. Közülük is első helyen áll a húsleves, amely készülhet baromfi-, sertés- és marhahúsból. A levesbe való tészták közül a csigatészta a legnépszerűbb. A magyar levesek sorában kiemelkedő helyet foglal el a halászlé, amely különböző fajtájú halak, burgonya, zöld és vörös paprika gazdag keveréke (szegedi halászlé, bajai halászlé, balatoni halászlé), az egytálétel jellegű, laktató gulyásleves, bableves (Jókai-bableves) és a palócleves, vagy a könnyebb gyümölcslevesek között a hideg meggyleves; a savanyú levesek közül a cibere- és a káposztaleves. A levesek egy részét rántással sűrítik; ez az elkészítési mód jószerint csak a magyar konyhára jellemző.

### Főételek

#### Húsok

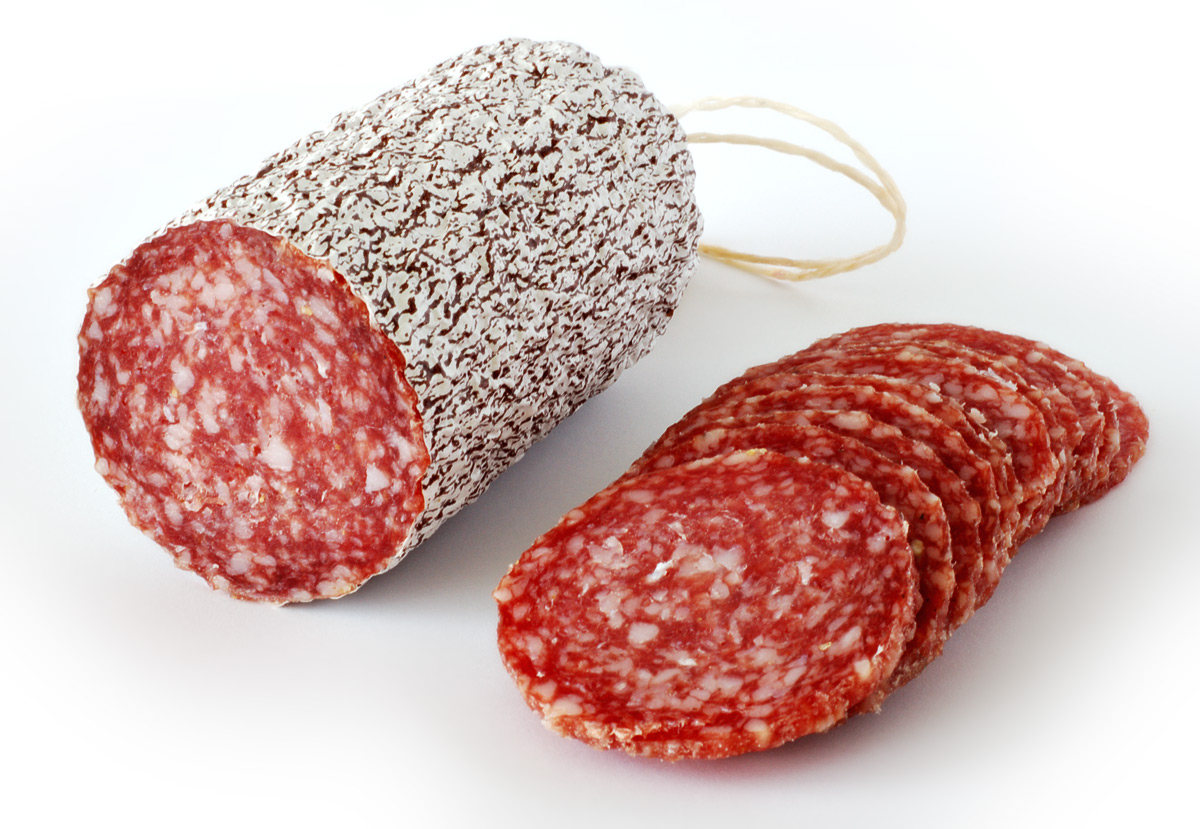
Téliszalámi

A hús ma is, régen is a legdrágább nyersanyagnak számított. A módosabbak többet, a szegények kevesebbet fogyasztottak ebből a kalóriadús ételből. Főként rántott hús, töltött káposzta, vagy különféle pörkölt formájában kerül az asztalra. A magyar parasztok leggyakrabban háziszárnyasokat sütöttek, főztek; közülük is leginkább tyúkot. A kacsa és a liba jobbára csak a módosabb parasztok asztalára került, ott is inkább csak ünnepi alkalmakkor. A vízparton (a Duna és Tisza mellett, a Balaton körül) élők fő tápláléka a hal volt, amelyet rendkívül változatosan lehet elkészíteni. Őshonos magyar halaink a ponty, harcsa, süllő, csuka, kecsege és keszeg. Az alföldi pásztorok életében fontos szerepet játszott a juhhús. Ez egészen addig így volt, míg a merinói juh tenyésztése ki nem szorította a sokkal ízletesebb húsú magyar birkát. Marhahúsból jóval kevesebbet fogyasztottak eleink, mint azt a mindenkori állatállomány nagyságából feltételezhetnénk. A legfontosabb magyar néptáplálék a sertéshús volt. A disznóhús jelentette a család egész évi zsír-, szalonna- és kolbászszükségletét. Az esztendő egyik legfontosabb eseménye a disznóvágás volt, amire legtöbb helyen karácsony előtt került sor. A sertés leölését és feldolgozását a hentes, vagy a disznóvágáshoz értő parasztember, a böllér végezte. „A sertészsír használata a magyar konyha egyik jellegzetessége. A sertészsírt nálunk a szalonna kiolvasztásával, míg más népeknél préseléssel nyerik.” A húst a kolbászt, a szalonnát, a sonkát, a májas hurkát és disznósajtot sózással, páccal, főzéssel, füstöléssel, lesütéssel, szikkasztással tartósították. „Hentesáruink egy része világhírnévre tett szert. Ilyenek a gyulai kolbász, a téliszalámi, a magyar sonka, a füstölt szalonna,” a csabai kolbász és szalámi, debreceni kolbász, és a világbajnok libamájpástétom.
Nemzetközileg a paprikás, a pörkölt, és a töltött káposzta a legismertebb magyar húsételek. Népszerű a székelykáposzta, a töltött paprika, a vadas szelet, rostélyos, a különféle pecsenyékből összeállított fatányéros, a Stefánia szelet, tájjellegű ételeink közül pedig a hagymás csülök és a göcseji gombás tekercs. Kiváló halételeink a balatoni fogas, a ponty paprikás, a rácponty, a ropogósra sült pisztráng.

##### Pörkölt

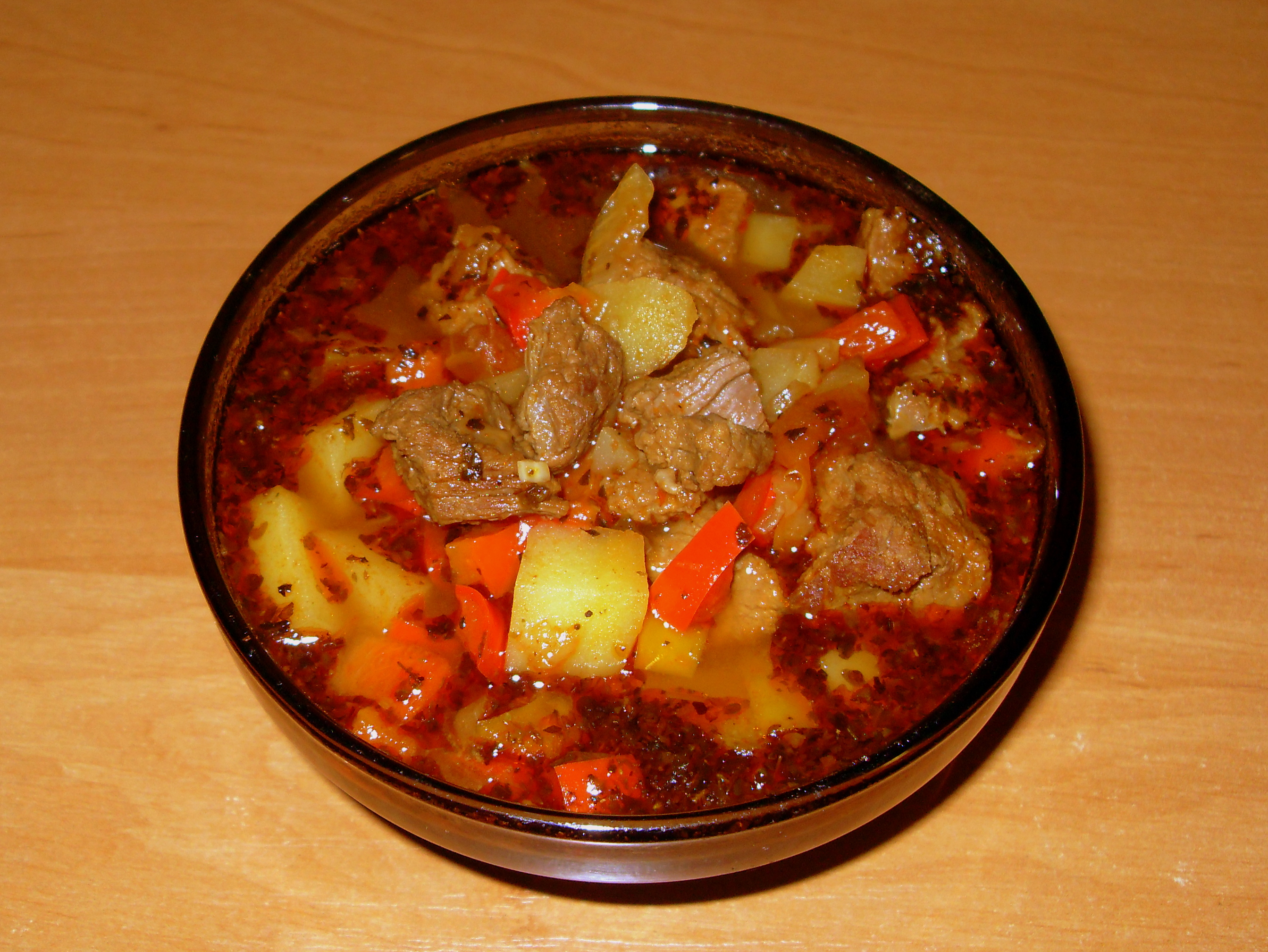
Egy tányér gulyás

Ismert magyar húsétel a pörkölt. Ez az étel a sertészsírban pirított vöröshagymához adott hazai fűszerpaprika, valamint az elkészítés sajátos technológiája – a rövid lén történő párolás és többszöri zsírjára pirítás – révén sajátos ízt és színt kap, szaftja mártásszerű lesz, a kész étel raguhoz hasonló. Készülhet sertés-, marha-, bárány-, csirkehúsból vagy halból, néha gombából. A csirkéből és halból készült pörkölteket „paprikás”nak is nevezzük, mert a felhasznált hús jellege miatt a zsírjára pirítás nem lehetséges, így elkészítése során a hús inkább fő, mint pörkölődik.
A pörkölt („paprikás hús”) paraszti ételből lett nemzeti szimbólummá. Ez a folyamat a 18. század végére esett. 1794-ben először írták le magyar nemzeti ételként a „paprikás húst”. A II. József reformtörekvéseivel szemben álló magyar nemesség ezt a fűszeres parasztételt magyar nemzeti szimbólummá tette, ezzel is kifejezve a magyar kultúra különállását.

#### Köretek
A növényi táplálékok hagyományosan kiegészítő jellegűek voltak. A kásanövények közül a köles, a tönköly, a hajdina és a kukorica fogyasztása terjedt el. Máig a legismertebb kásaételünk az erdélyi puliszka. A finomra darált kukoricát forró sós vízbe öntik, ami gyakori kevergetés közepette besűrűsödik. Az így elkészített ételt deszkalapra borítva formázzák, majd szeletelik. Tejjel, tejtermékkel, lekvárral vagy hús mellé fogyasztjuk. A magyar konyha további fontos zöldségei a burgonya, a paprika, a paradicsom és a zamatban és illóolajban gazdag vöröshagyma, a sárgarépa, a petrezselyemgyökér, a karalábé, a káposztafélék, a főzőtök, az uborka, a borsó és a bab.
A húsételeket kísérő zöldségköret leggyakrabban burgonya – sült krumpli, krumplipüré, petrezselymes burgonya – vagy rizs. A lecsó a legismertebb magyar zöldségétel, amelyet néha főételként, gyakrabban sültek mellé raguként kínálunk. Zöldséges egytálételeink a rakott krumpli, paprikás krumpli és a rakott káposzta.

#### Főzelék
A magyar konyha egyedülálló eleme a zöldségből készült főfogás, a főzelék. Szinte bármilyen zöldségféléből készülhet: burgonya, spenót, sóska, tök, zöldbab, bab, káposzta, kelkáposzta, lencse, sárgaborsó, vagy ritkábban brokkoli és karfiol.

### Tészták

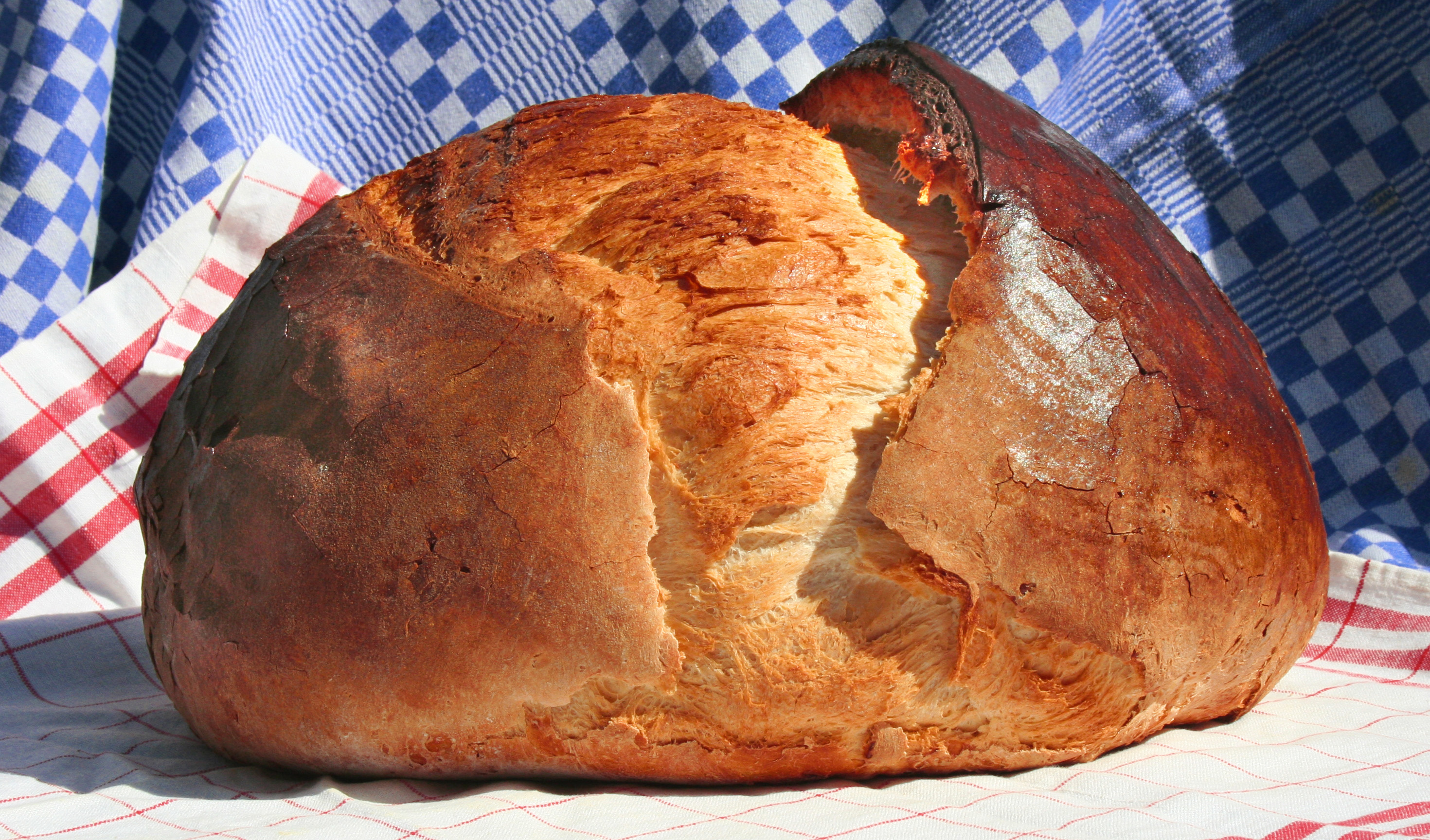
Kemencében sült friss kenyér

A Kárpát-medencében a búza és az abból készült kenyér az életet jelentette. A kenyérsütés egykoron a gazdaasszonyok legfontosabb feladata volt, ami nagy odafigyelést kívánt. Ezért a magyar konyha tésztaételei között napjainkban is különleges tisztelet övezi a kenyeret. Kedvelt hazai pékáru a kifli és a zsemle.
A lepényféléket lisztből, só és víz hozzáadásával gyúrták. Magyarországon 2–3 cm vastag, 20–30 cm átmérőjű puha lepénykenyeret készítettek. Ugyanebből a tésztából perec is készült, amelyek között a leghíresebb a debreceni perec volt. A Bodrogközben a lepény kisebb átmérőjű, de 6–7 cm magas formája a cipó, amelynek „mesebeli” változata a kemence parazsában készült hamuban sült pogácsa. Napjaink legelterjedtebb lepényfélesége a palacsinta és a lángos. A kenyér mellett igen kedvelt a legjobb lisztből, tej, cukor, tojás hozzáadásával készített kalács, vagy annak dunántúli változata a kuglóf. Jeles töltött kalácsféle az ízes bukta és a kakaós,- fahéjas tekercs. A kalácsok között a legízletesebb és legkülönlegesebb a nyílt tűzön sütött kürtőskalács.

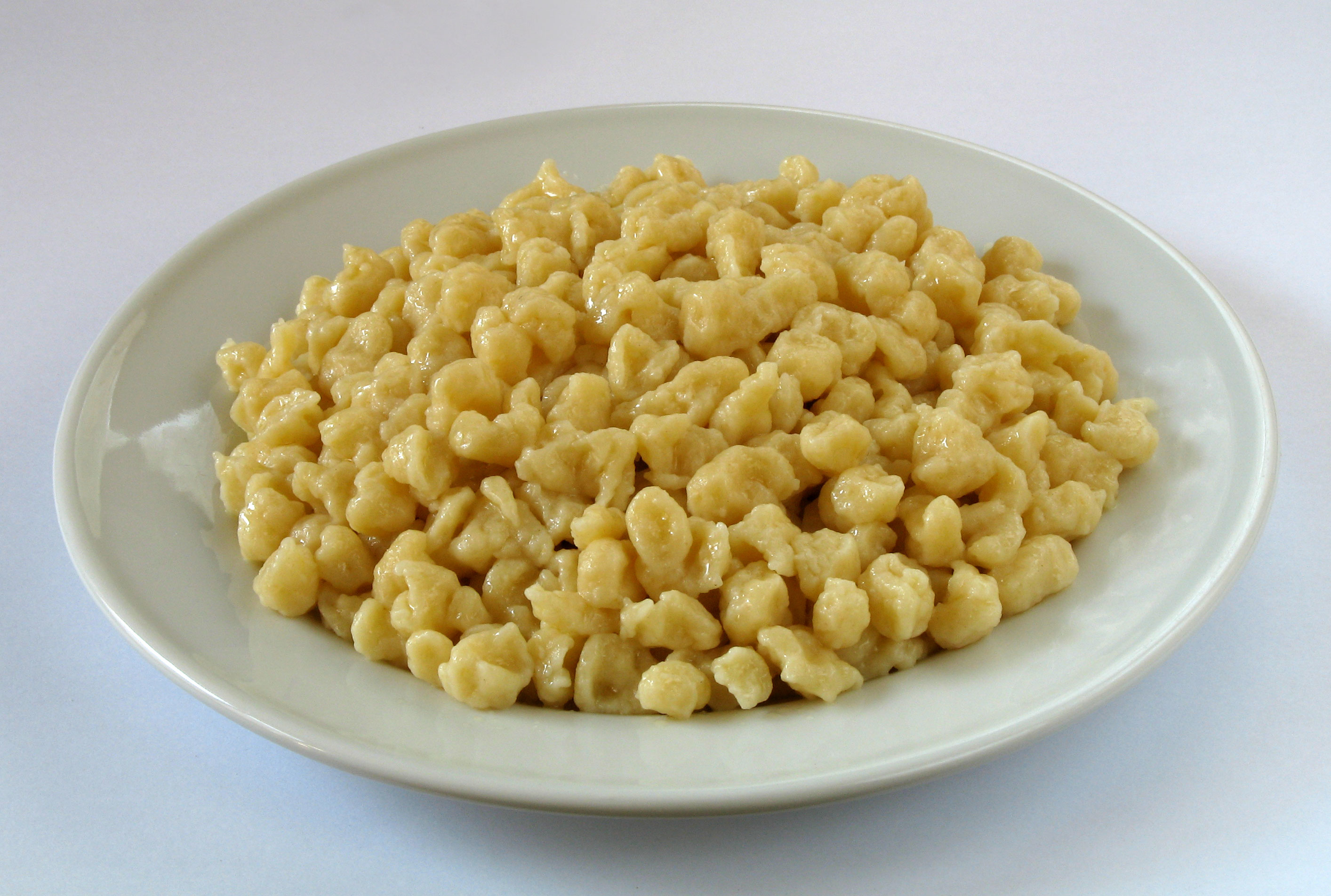
Nokedli vagy más néven galuska

A főtt tészták szintén fontos helyet töltöttek be a paraszti étrendben; közülük a legegyszerűbb és a legismertebb a galuska: a tésztát kanállal szaggatják a forró vízbe; leszűrve vajjal, túróval, tepertővel ízesítik. Kedvelt magyar köret a tarhonya. A gyúrt tésztából készült édes és sós tészták – káposztás-, sonkás kocka, túrós csusza, diós-, mákos metélt és a szilvásgombóc – befejező fogásként való fogyasztása szintén a magyar konyha jellegzetessége. Nyersen reszelt burgonyából készül (lapcsánka vagy tócsni), illetve a szlovák eredetű sztrapacska, tört főtt burgonyából készül a tájjellegű dödölle.

### Desszertek

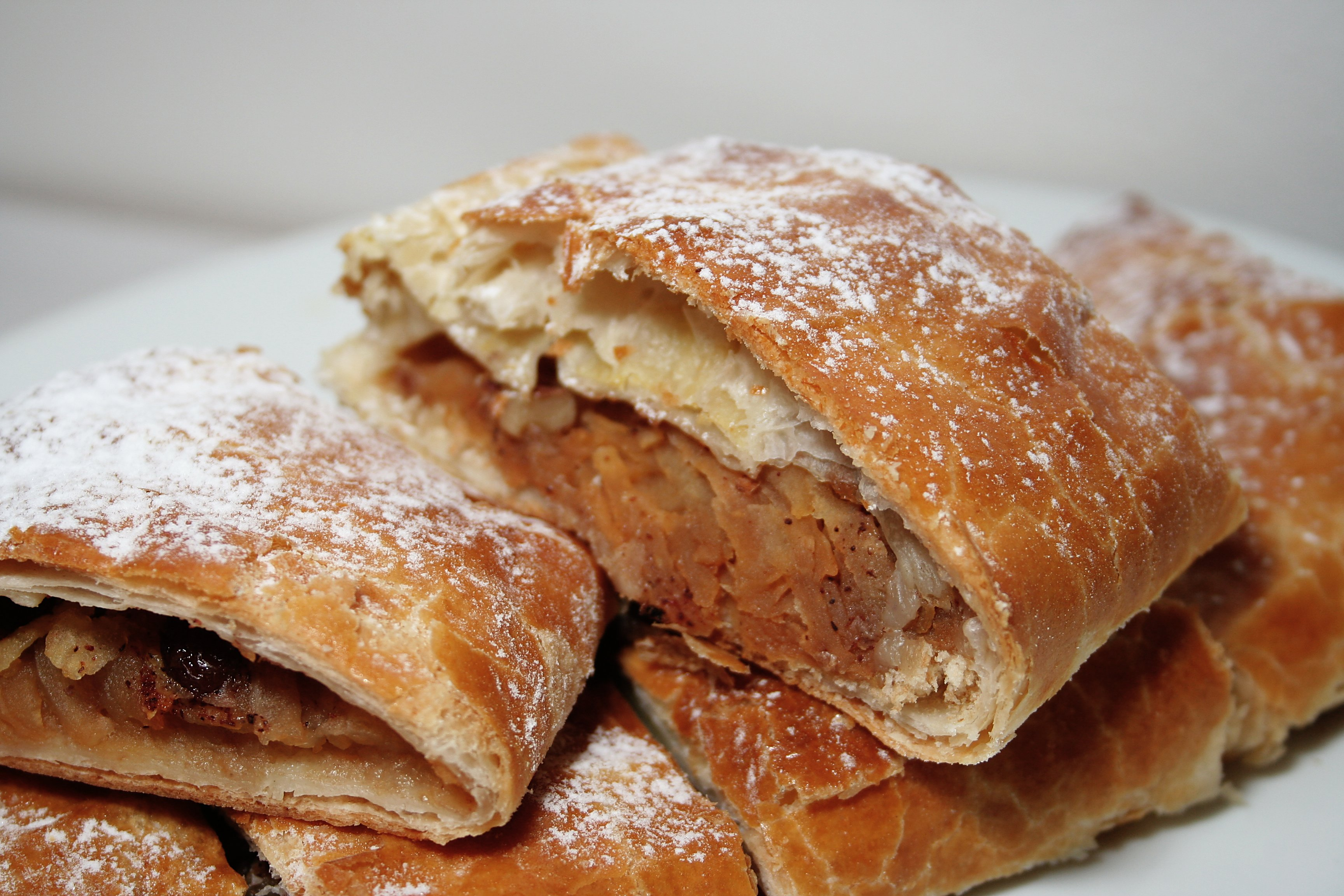
Almás rétes

„Bár a magyarok a franciáktól tanulták el a cukrászsütemények készítését, az osztrákoktól a házi tésztákét, tésztaféléink igazi gasztronómiai büszkeségeink. Az első cukrászda a 17. század közepén nyílt Budapesten. A Dobostorta, az Esterházy-torta, a rigójancsi, a somlói galuska, a Rákóczi-túrós, a kürtőskalács mind világhírű magyar édességek. A különféle, gyümölccsel töltött gombócaink burgonya tésztából készülnek. A palacsinta, a rétes, az aranygaluska, a fánk rendkívül finom desszertként szolgálhatnak.”
A rétes ezernyi változata ismert: almás, meggyes, cseresznyés, mákos, túrós, tökös, káposztás és az Őrségben ismert változat, a tökös-mákos rétes. Kedvelt magyar édesség a pite, a mákos guba, a gesztenyepüré, a bejgli, a szentjánoskenyeres ganca és a görhe. Különleges karácsonyi csemege a változatos töltéssel készülő szaloncukor.

### További adalékok

#### Tejtermékek
A magyar parasztok és pásztorok egyik legfontosabb tápláléka a tej és a tejtermékek voltak; ez honfoglaló őseink hagyatéka. A tej házi feldolgozása során ebből készült az aludttej, a tejföl, tejszín, a vaj, az író, a túró, a tarhó és a sajt. Körözött paprikával és köménnyel elkevert túróból készült. Tejfölből a magyar konyha az átlagosnál nagyobb mennyiséget használ, bár a tejszín is jellegzetes ételízesítőnk. A tejföl nagyszerűen harmonizál a paprikás csirke, a borjú, a bárány ízanyagaival. De nem maradhat el a túrós csusza vagy káposztás ételeink pl. töltött káposzta, rakott káposzta, székelykáposzta mellől sem. Sok leves, mártás, főzelék készül tejfölös habarással és gyakran díszítésként is használjuk.
Finom tejes édességek a madártej, a túrógombóc és a Hungarikummá nemesedett Túró Rudi.

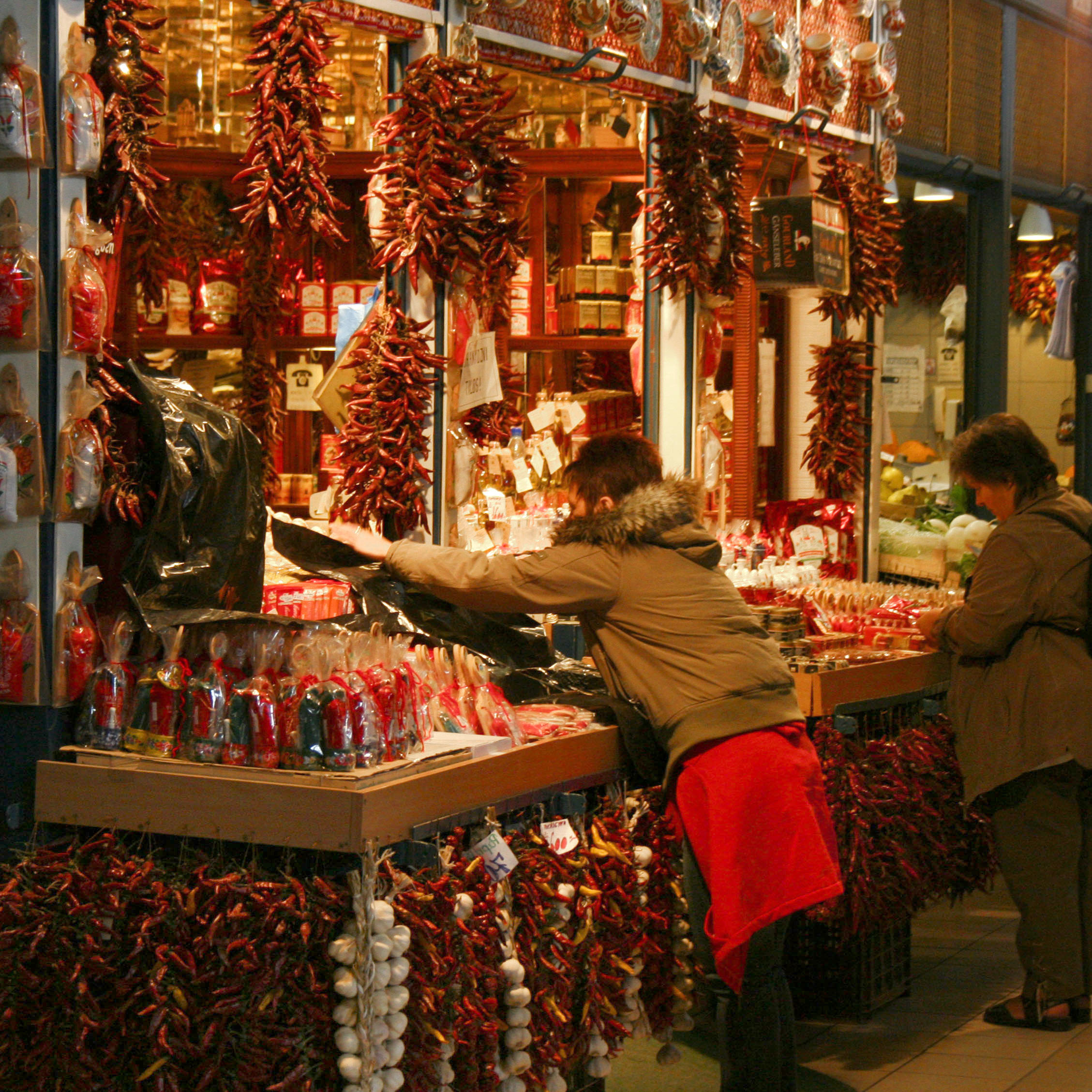
Csípőspaprika-árus a budapesti Központi Vásárcsarnokban

#### Fűszerek
A magyar ételek fűszeresek, gyakran erősek. A lisztté őrölt szárított fűszerpaprika használata elmaradhatatlan kísérője a magyar fogásoknak. A fűszerpaprikát a régi magyar konyhákon nem ismerték, használata csak lassan terjedt el. A fűszerpaprika, kifejezetten a köznép fűszere volt. Először az alföldi parasztok ismerték fel, hogy a sertészsírban pirított vöröshagymához adva optimálisan oldódnak ki a fűszerpaprika-őrlemény íz- és színanyagai. Ez az úgynevezett pörköltalap, amit magyar ételek jelentős részének készítésénél máig alkalmaznak. A fűszerpaprika elterjedését a pörkölt nemzeti ételként való kezelése is segítette, és a reformkorra már a polgári szakácsművészet is alkotott paprikával ízesített ételt (tejfölös paprikás csirke).”
Az édes-nemes, és az erős fűszerpaprika mellett használt legjellemzőbb fűszerek a vöröshagyma (sok magyar ételnek adja meg aromáját, sőt képezi alapját) a fekete- és fehér bors, a fokhagyma, a petrezselyem, kapor, majoránna, kakukkfű, fűszerkömény, babér, tárkony, borsikafű, lestyán, turbolya, ecet, a citromlé és a citromhéj, mustár (kész), mandula, vanília, fahéj és a méz. További ízesítőszerek: a bor, koriander, rozmaring, borókabogyó, ánizs, bazsalikom, oregánó, szegfűbors, torma, szegfűszeg és a szerecsendió. A magyar konyha vitathatatlanul a legfűszeresebb Európában.

## A legismertebb 15
A Konyhamester vendégei 2002 tavaszán megszavazták, hogy mely ételeket tartják a magyar konyha legjellemzőbb képviselőinek:

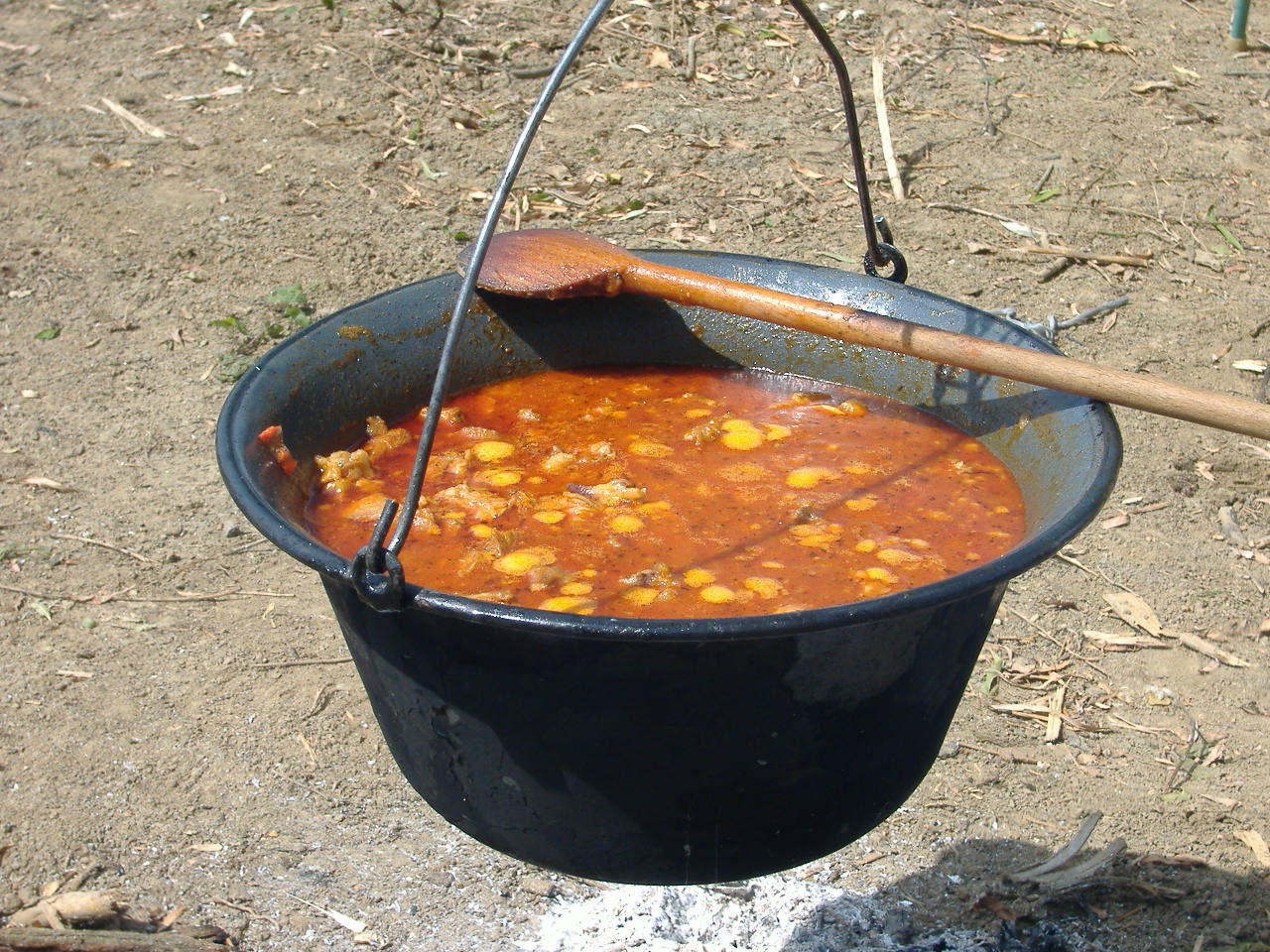
1. bográcsgulyás
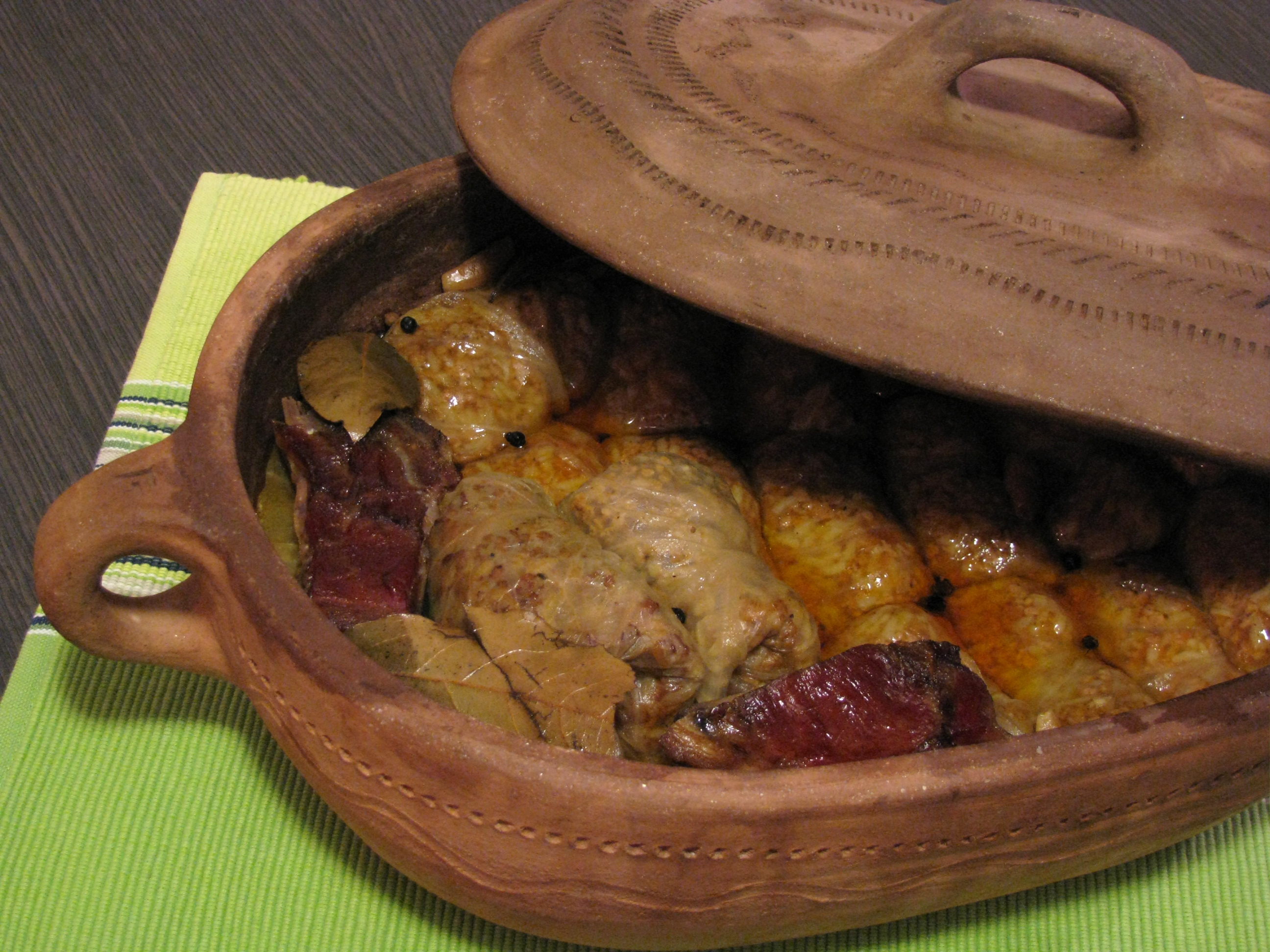
2. töltött káposzta
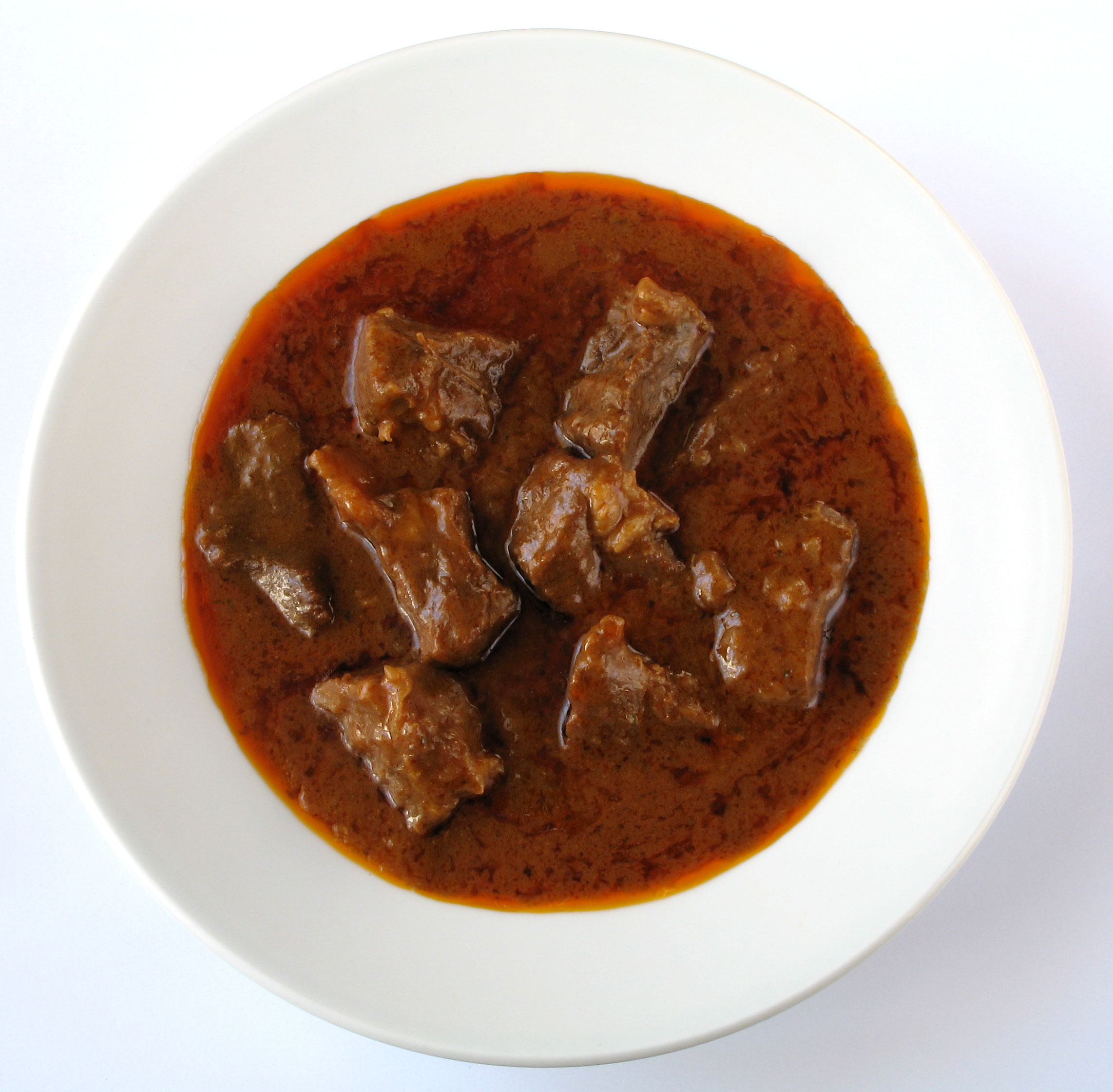
3. pörkölt (sertés-, marha-, csirke-, birka-)
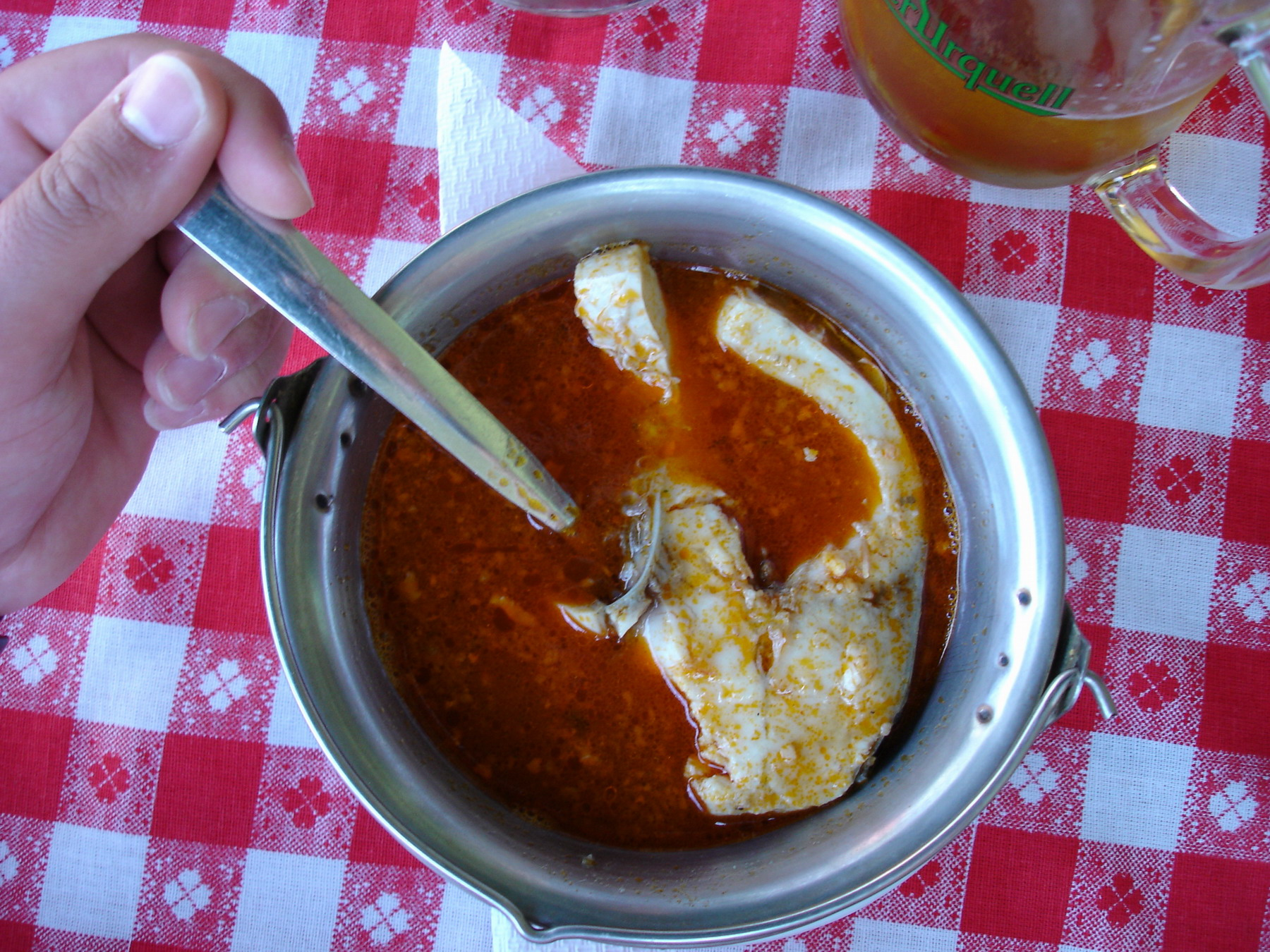
4. halászlé
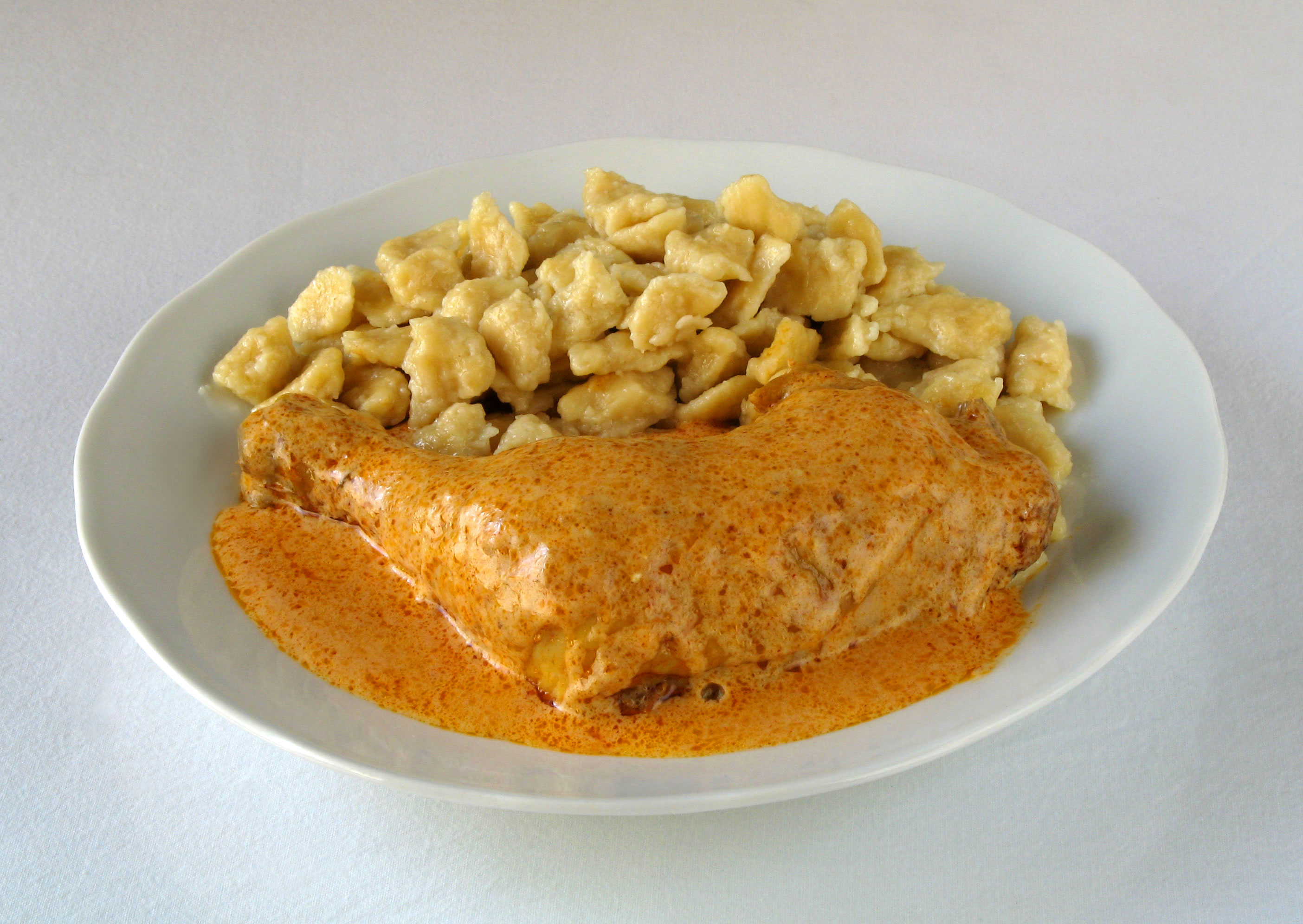
5. paprikás (csirke-, borjú-)

6. Újházy-tyúkhúsleves
7. Jókai-bableves (csülökkel, kolbásszal, csipetkével)
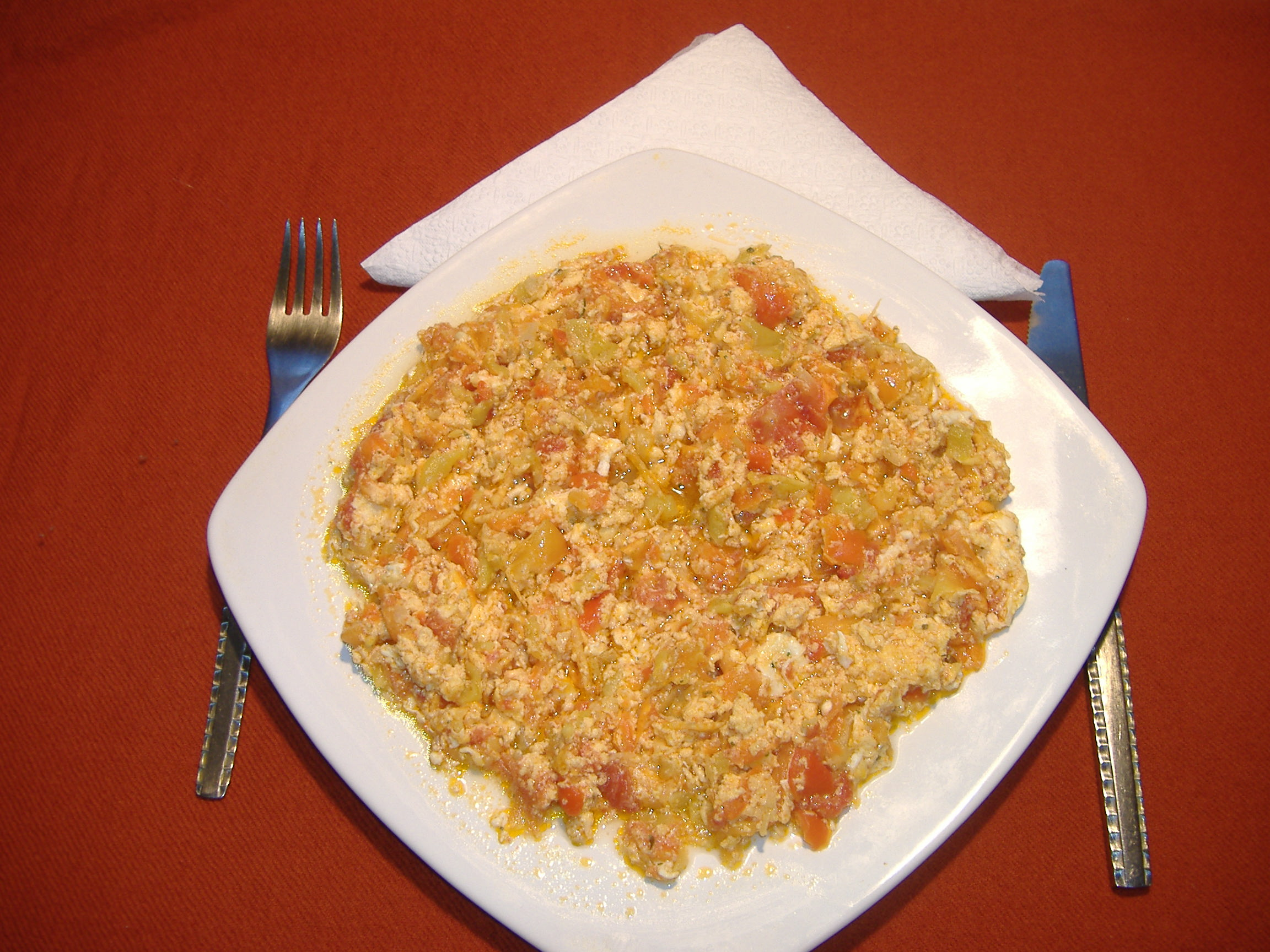
8. lecsó
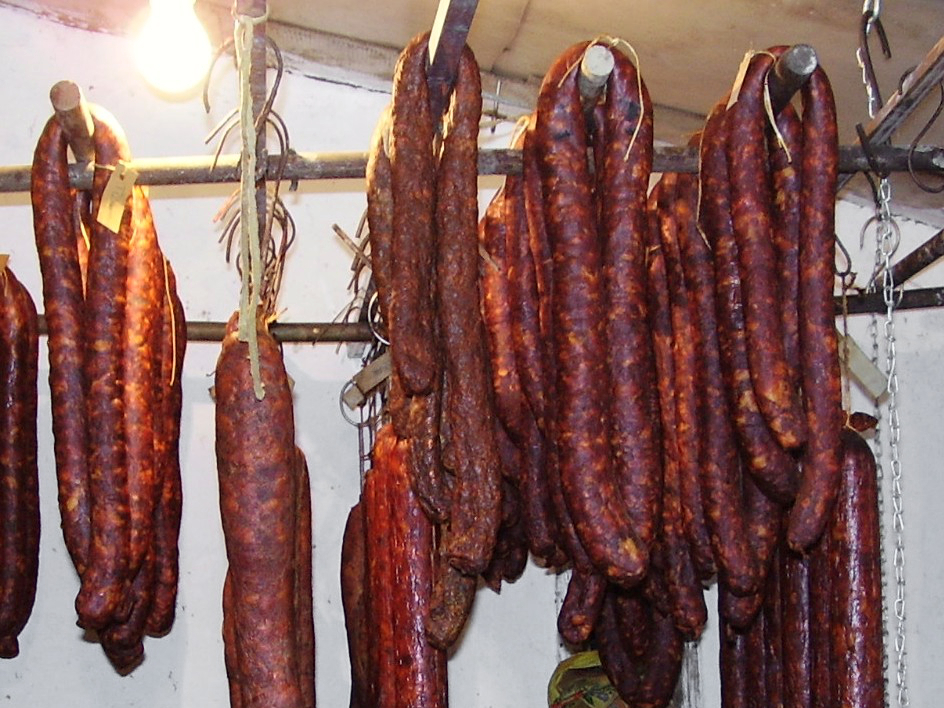
9. disznótoros (hurka, kolbász, toroskáposzta)
10. paprikás krumpli

11. babgulyás
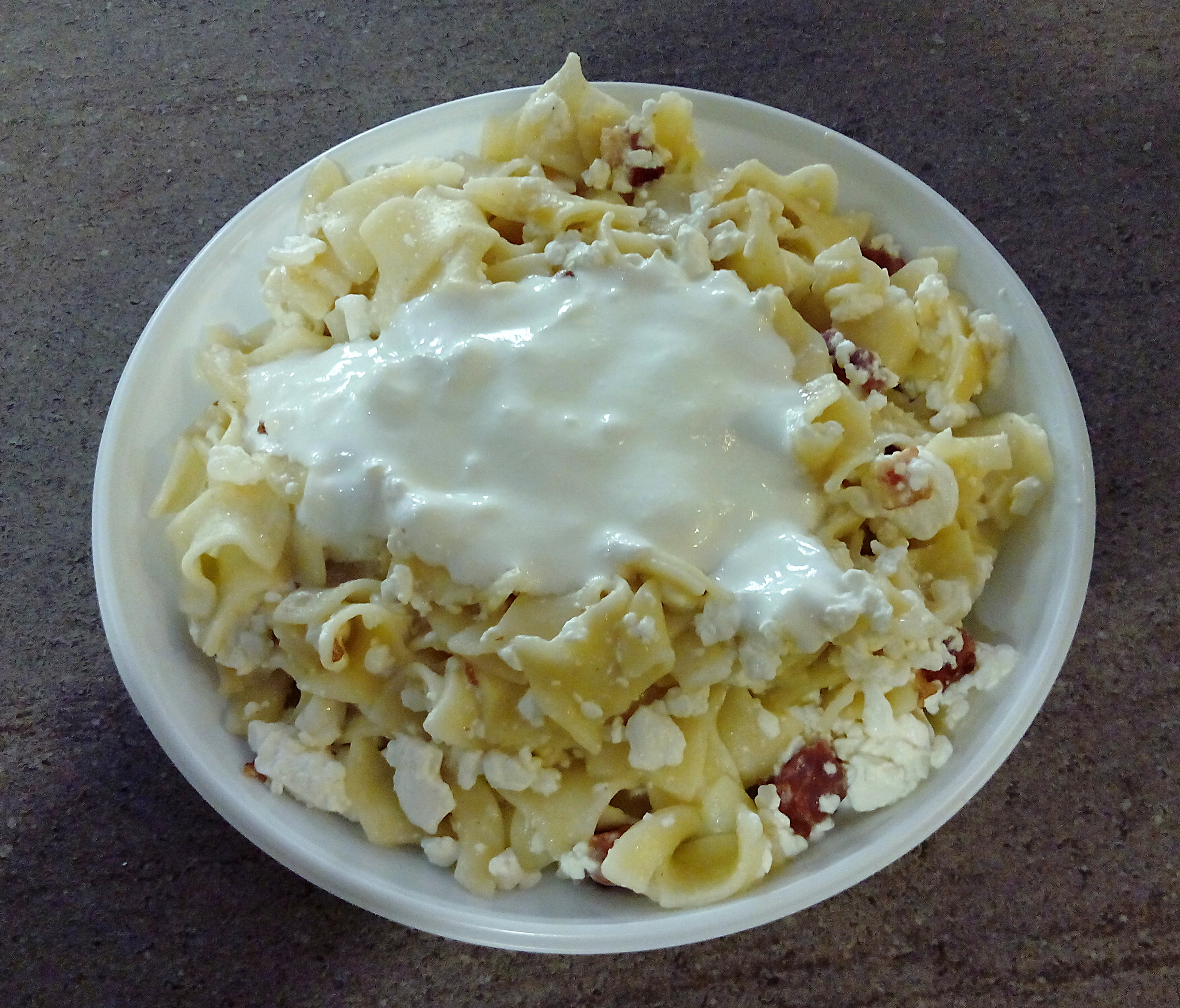
12. túrós csusza
13. székelykáposzta
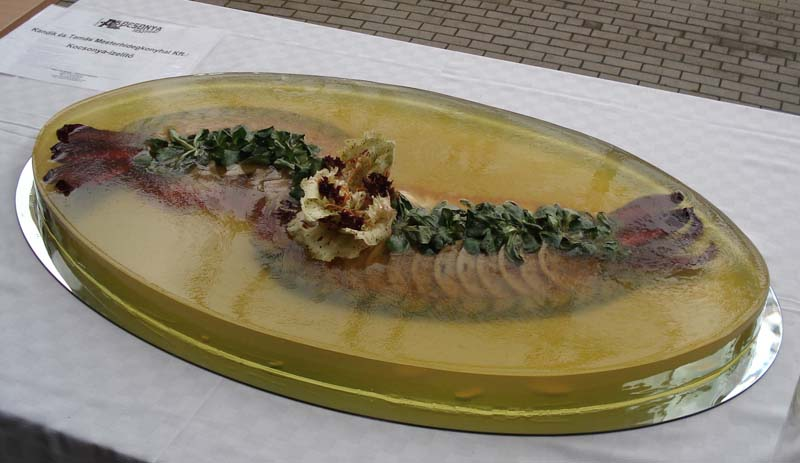
14. kocsonya
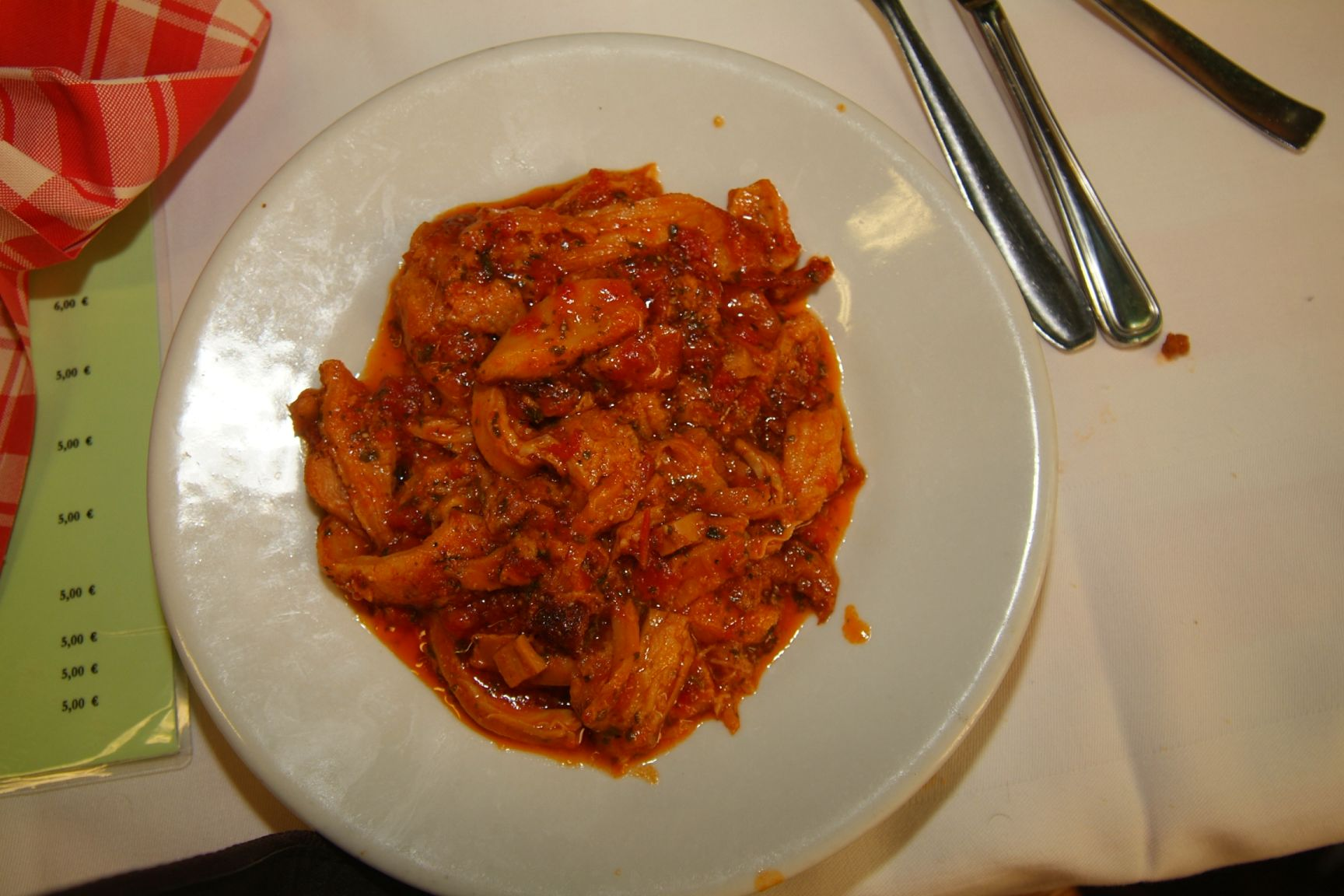
15. pacalpörkölt

## Italok
Európában a közelmúlt évszázadok során az alkoholos italok három fő fajtája a bor, a sör és az égetett szesz volt. Hazánkban mindhármat ismerték, készítették és tájanként változó mértékben fogyasztották is. A 19. század előtt pálinkát és más égetett szeszt elsősorban a hűvösebb éghajlatú peremvidékeken készítettek, ahol a klímaviszonyok nem kedveztek a bortermelésnek. A sörivás még szűkebb területre korlátozódott: kezdetben az újkori, német ajkú telepes lakosság kedvelt itala volt. A 16–18. század folyamán ugyan szerte az országban – főként városokban – működtek földesúri vagy városi kezelésű sörfőzdék, általánosságban azonban a sör a 20. század közepéig nem vetekedhetett a bor közkedveltségével.

### Borok

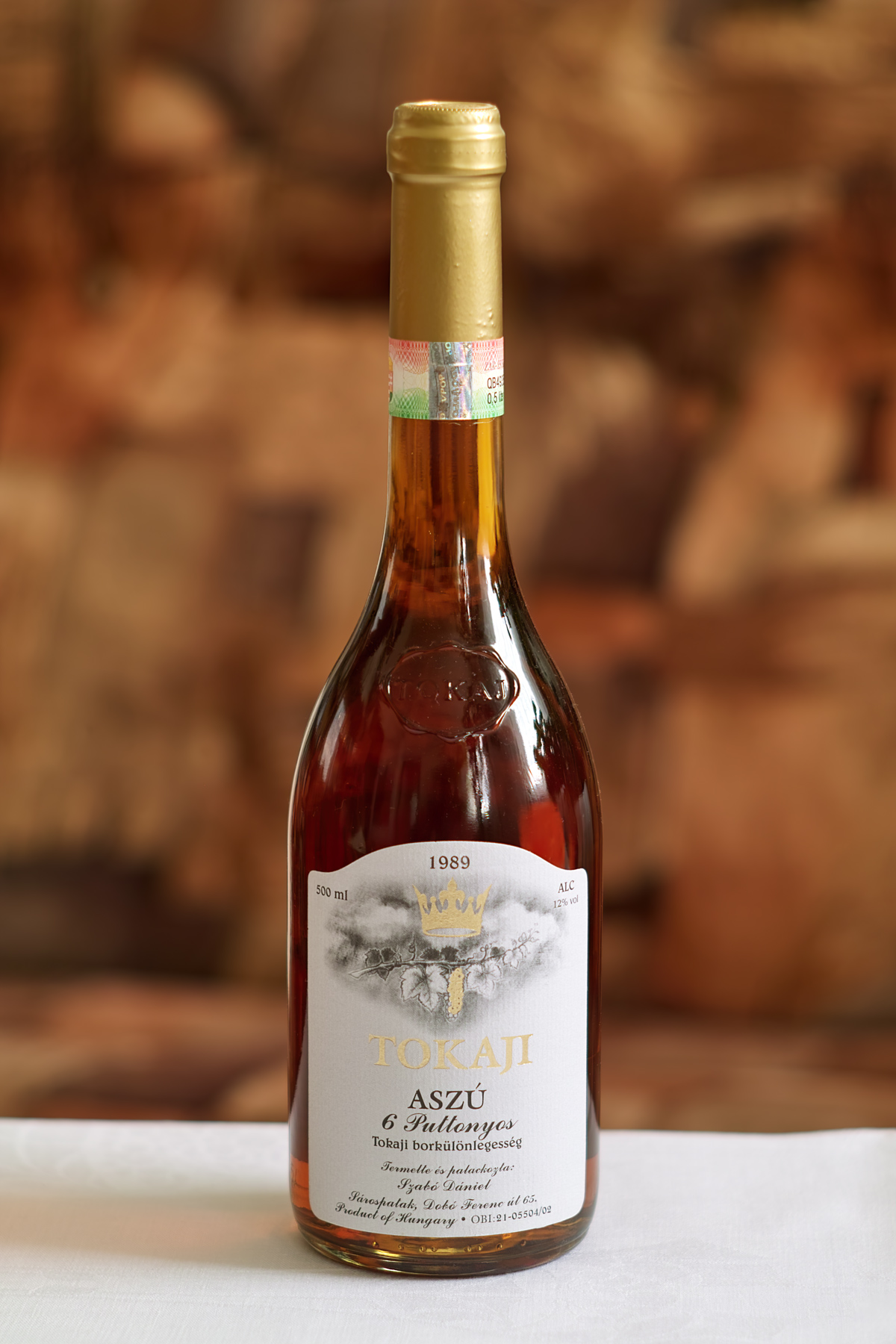
A királyok bora a borok királya – Tokaji aszú

Magyarország tradicionális bortermelő ország. „A magyar szőlő- és bortermelés gyökereit egészen a római korig, Marcus Aurelius császár uralkodásáig vezethetjük vissza, amikor a császár a Duna menti dombokon szőlőültetvényeket telepíttetett. Az ültetvények kiterjedése azóta folyamatosan nőtt, s ennek még az sem szabhatott gátat, hogy az 1241. évi tatárjárás során szinte az összes ültetvényt elpusztították. IV. Béla király rendeletben határozta meg a szőlő újratelepítésének támogatási rendszerét, vélhetőleg a világon először.” A legjobb természeti adottságokkal rendelkező termőhelyek – a soproni-, az egri- és a tokaji borvidékek – történelme a 13. századig vezethető vissza. „A múlt század végén, az első hiteles statisztikai adatfelvételek alapján hazánk – Franciaország után – Európa második legnagyobb bortermelő országa volt. Bár az egy főre eső borfogyasztás mértékében sohasem versenyezhettünk a franciákkal vagy az olaszokkal, a magyarságot itthon és külföldön egyaránt a hagyományosan borivó nemzetek sorában tartották számon.” A történeti, művelődéstörténeti szakirodalom a széles körű borfogyasztás egyik alapvető okát a hazánkat a középkor végétől jellemző borbőség mellett a jó ivóvíz hiányában látta. „A történelmi Magyarországon a legrégibb és leghíresebb bortermelő táj a Szerémség volt. A szerémi bort az egész középkoron át a legjobbnak tartották, kereskedtek vele, hírét még a 18. században is legendák övezték. Utána következtek a somogyi, baranyai, pozsonyi, soproni, budai, egri, borsodi, nógrádi, majd a veszprémi és zalai, végül pedig az erdélyi borok. Borvidékeinknek ezt az első felsorolását (mely egyúttal rangsort is jelentett a maga korában) Oláh Miklós váradi püspök hagyta ránk 16. század elején írott munkájában.”
Egy 19. század végi felmérés alapján Magyarországon 780 000 birtokon, 622 000 kataszteri hold területen termesztettek szőlőt, ami egyesek számára alapvető vagy éppen kizárólagos megélhetési forrást biztosított. Az I. világháború kirobbanásával minden megváltozott; a filoxéravész és egyéb szőlőbetegségekkel járó természeti csapások és az egyharmadára zsugorított országban lezajló gazdasági válság tovább fokozta az ország nehézségeit. Mégis a két világháború között hazánk 8 millió lakosából mintegy félmillióan közvetlenül a bortermelésből éltek, további félmillióan pedig közvetve voltak érdekelve benne. A szőlészet-borászat a magyar népi kultúra fontos és meghatározó eleme volt.
1945 után a minőségi bortermelést a tömegtermékek előállítása váltotta fel, de a rendszerváltást követően a befektetési kedv élénkülése ismét megteremtette a minőségi bortermelés feltételeit. „Magyarországon 130 ezer hektáron folyik szőlőművelés és ennek a területnek kb. 60-65%-a tartozik a borvidékek közé. Hazánk szőlőterületét az ott termő szőlőfajták, valamint a belőlük készített borok jellege alapján, 22 borvidékbe sorolják.”
Magyarország változatos felszíni formáinak és éghajlati adottságainak köszönhetően a hazai borászatban az összes borstílus megtalálható, mégis a két véglet dominál: a magyar borok vagy végtelenül könnyed, üde borok, vagy pedig testesek, magas alkoholtartalmúak. A kínálatot színesíti, hogy a világfajták és az őshonos szőlőfajtákból készült borok egyensúlyban vannak a hazai bortermelésben. A fehér szőlők között jelentős magyar fajta az erősebb savakkal bíró, körtés jellegű bort adó furmint, vagy a lágyabb és parfümösebb hárslevelű. Könnyed, aromás a leánykából és a királyleánykából készült bor, az olaszrizling enyhén mandulás, kellemesen fanyar a juhfark és az ezerjó. Kedveltek a könnyű illatos borokat adó magyar nemesítésű szőlőfajták is, mint a cserszegi fűszeres vagy az Irsai Olivér. A vörösboroknál a világfajták dominálnak, de jelentős a régi magyar fajták termelése is, például a kadarka és az élénk savakkal bíró kékfrankos. A magyar borvidékek sokszínűségének köszönhetően világhírű magyar termék a Tokaji aszú, az Egri bikavér, a Debrői hárslevelű és a Badacsonyi szürkebarát.
Nemzetközi hírű borászaink Szepsy István, Gál Tibor, Gere Attila; és sok a fiatal borász akik az európai és nemzetközi versenyeken elért szép eredményeikkel ismét kivívják a magyar borok nemzetközi elismertségét.

#### Gyümölcsborok
A 19. század második felében bekövetkezett filoxéra pusztítása következtében a szőlőültetvények nagyrészt kipusztultak. Az országban 1897-ig 666 820 kataszteri hold szőlőből 391 217 pusztult el. Erre az időszakra tehető a gyümölcsbor készítésének fellendülése.
A gyümölcsbor, a gyümölcs nemének megfelelő ital, csak annyiban különbözik az eredeti gyümölcslétől, hogy a benne lévő és a hozzáadott cukorból alkohol lett. Mivel úgynevezett „hideg-eljárással” készül, a gyümölcs íze, és zamata, csak kismértékben csökkent. Ugyanakkor a vitamin tartalma, egyes esetekben, a szőlőbor vitamintartalmának többszöröse is lehet (például.: ribizli-, vagy csipkebogyóbor).

### Röviditalok

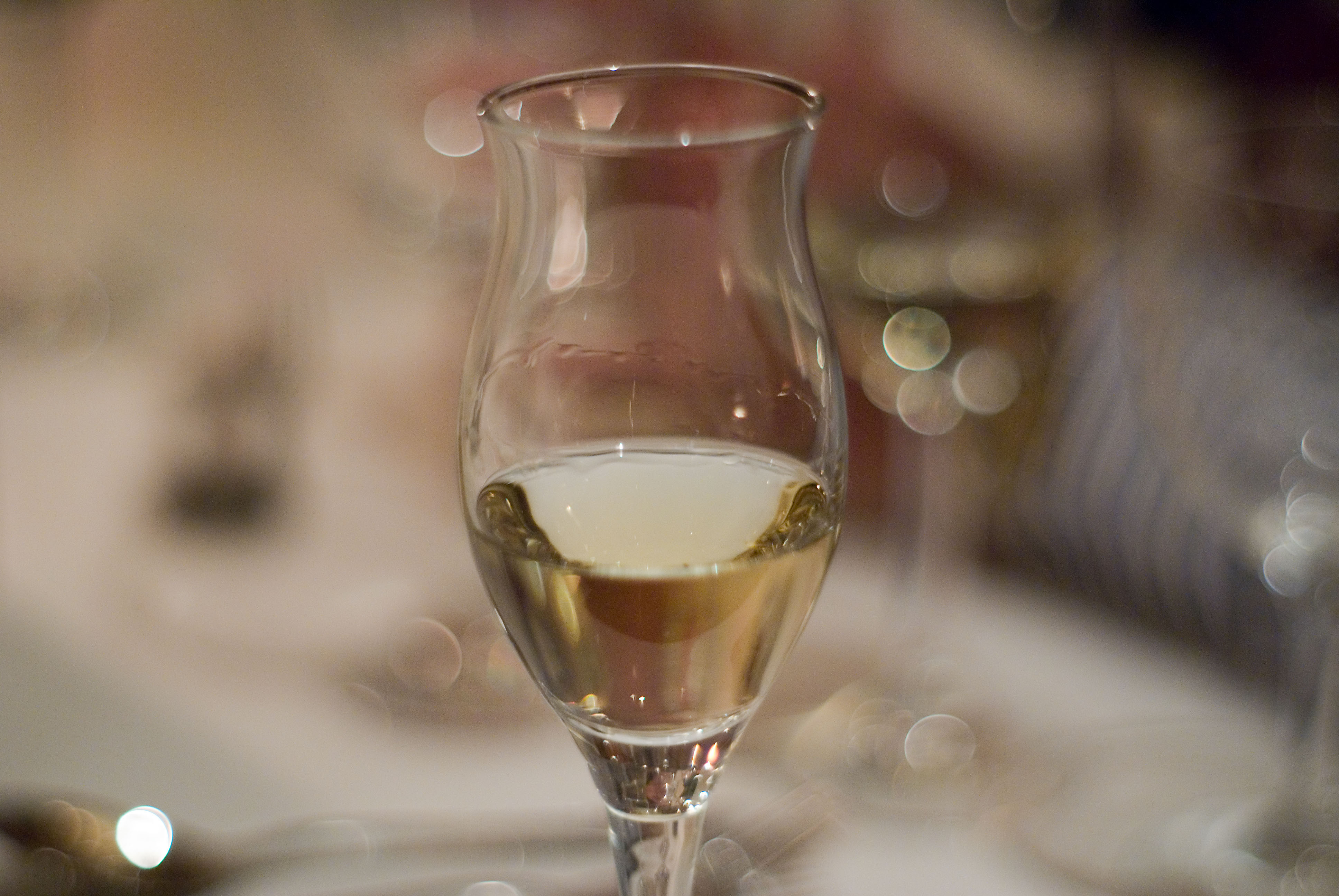
Törkölypálinka

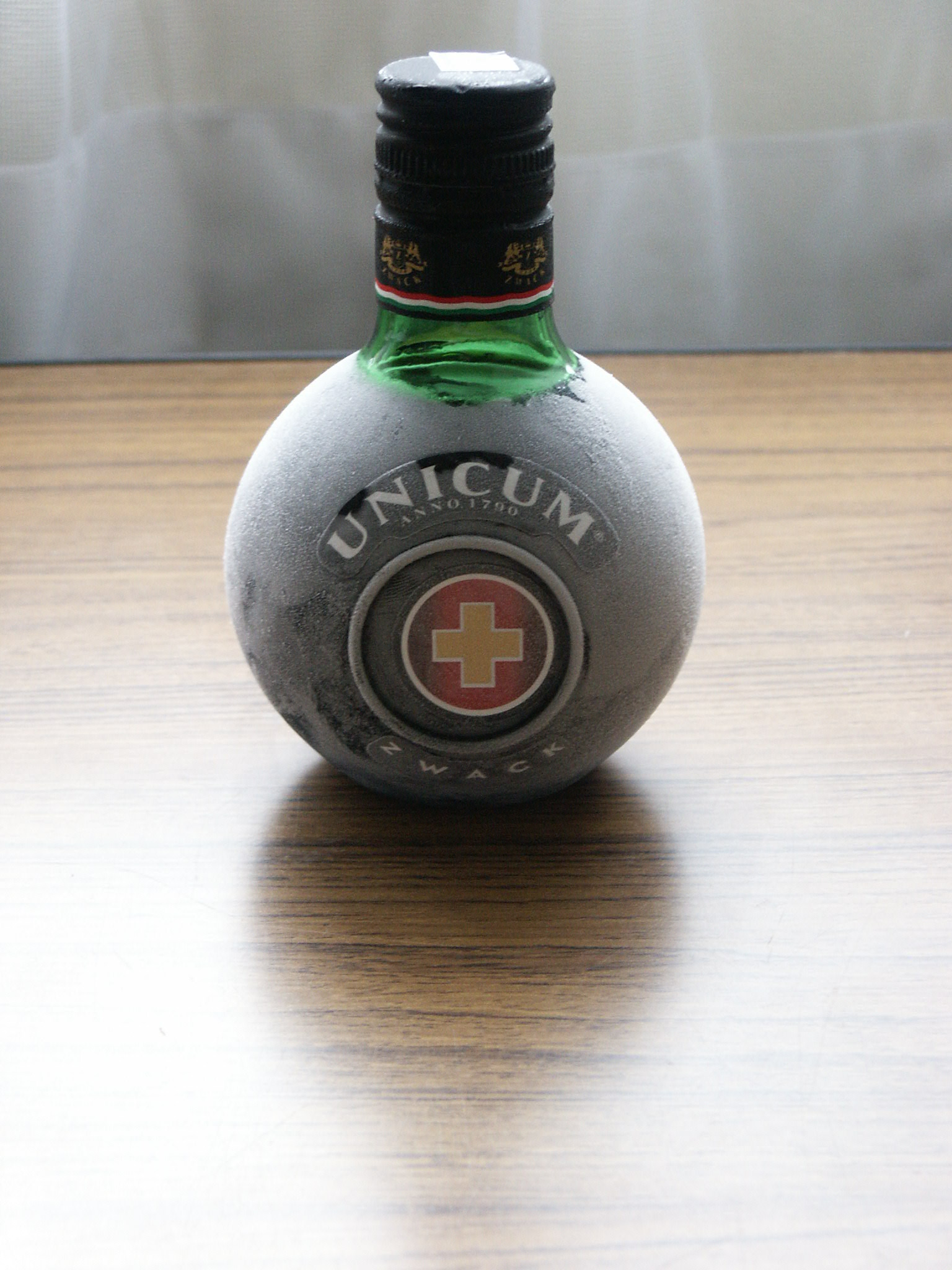
Unicum

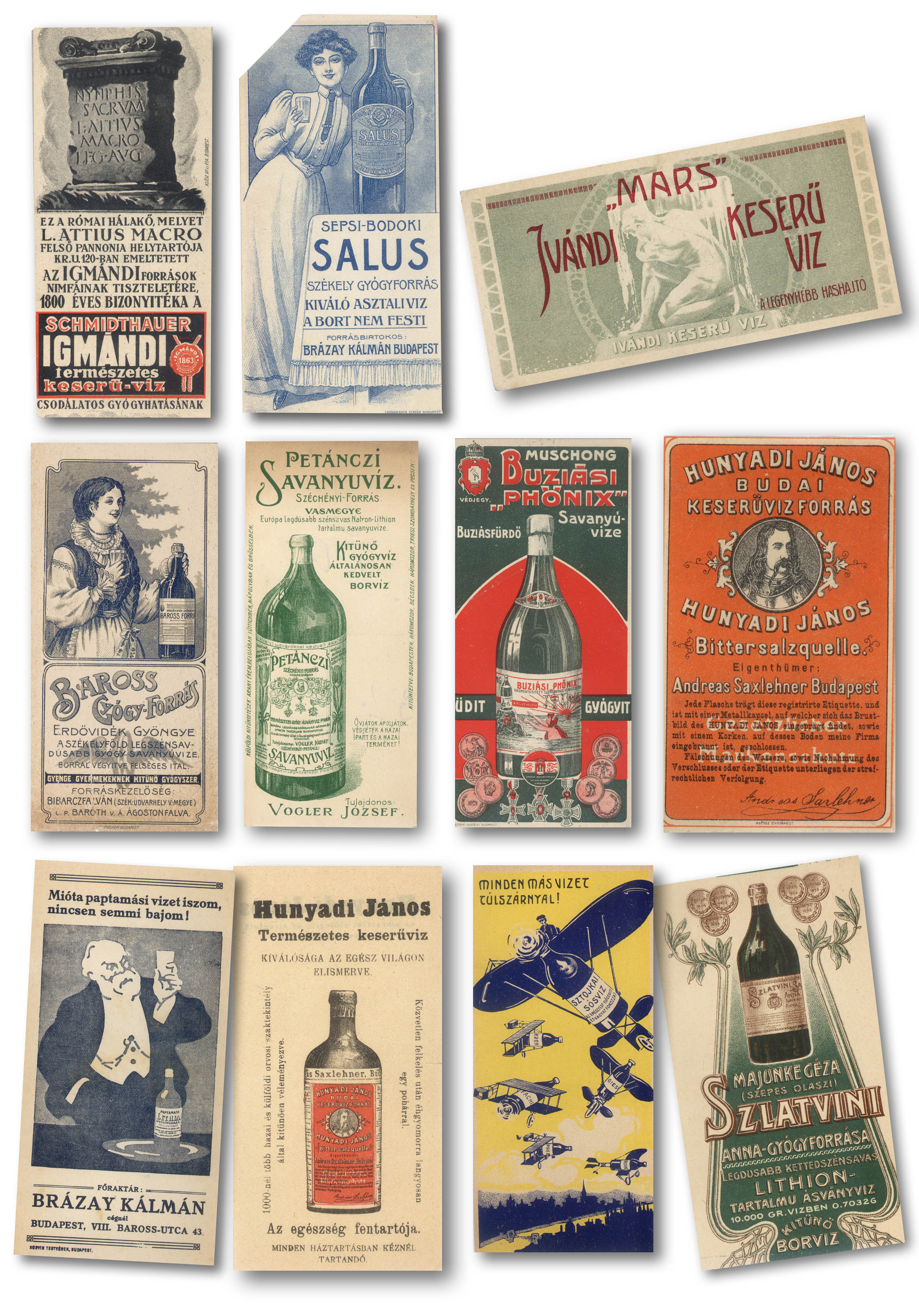
Az 1920 előtt forgalmazott magyar gyógyvizek címkéi

Világhírű, egyedülállóan zamatos, Magyarországot reprezentáló égetett szeszes ital a pálinka. 2004 óta az Európai Unióban csak a Magyarországon, illetve négy osztrák tartományban, eredeti gyümölcsből, alkoholos erjedés útján, lepárlással és desztillált víz hozzáadásával készült színtiszta gyümölcs- vagy törkölypárlatot lehet pálinkának nevezni. Az Alföld klímája kifejezetten kedvez a gyümölcstermesztésnek, kiemelten a kajszibarack, a szilva, a meggy, az eper és a körte termesztésének; az ezekből nyert fütyülős-pálinkák, az őszibarackból készített barack, Vilmoskörte, a kisüsti szilva, a mézes, ágyas („ágyas pálinkák”) és a fűszeres pálinkák, (pl.: Köményes pálinka, Fenyőpálinka,) – a leghíresebbek.
Az eredetvédett magyar pálinkák: a szatmári szilva, kecskeméti barack, békési szilva, szabolcsi alma, gönci barack, újfehértói meggypálinka, göcseji körtepálinka és a pannonhalmi törkölypálinka. Ilyen néven csak az azon a tájon termett, különlegesen zamatos gyümölcsből párolt ital hozható forgalomba.
Magyarország legkedveltebb, több mint negyven gyógy- és fűszernövény keverékéből készülő gyomorkeserű-likőre az Unicum. Étvágygerjesztő hatása miatt elsősorban aperitifként fogyasztják. Az 1883-ban forgalomba került ital máig titkos, letétben őrzött receptjét – a gyártó szerint – 1790-ben, II. József udvari orvosa (a Zwack család egyik őse) alkotta meg. Nevét, az ital hatását magasztaló uralkodónak köszönhetjük: „Das ist ein Unicum!”.

### Sörök
A sör az újkori, német ajkú lakosság kedvelt alacsony alkohol tartalmú itala volt, népszerűsége a 20. század közepe óta egyre növekszik. „Ma a világ szinte minden táján készítenek sört, kontinensünk ebben hagyományosan talán a legkiemelkedőbb: más ízvilága van egy skandináv, angol, spanyol sörnek, jellegzetesek a hol édeskés, hol kesernyés német, osztrák sörök, vagy a klasszikus cseh főzetek, közülük is a már etalonná vált pilseni.”
Feltételezetten már a vándorló magyarok is főztek sört, kezdetben csak árpából, illetve a belőle készült malátából készítettek italt, amit komlóval ízesítettek. A Pannonhalmi Főapátság levéltára őrzi a magyarországi serfőzés első írott emlékét egy 1152-ből származó írást. A házi sörkészítés szokásai és hagyományai a 16-18. századok terjedtek el hazánkban.
„Az első bajor típusú nagyüzemet Schmidt Péter hozta létre 1844-ben a mai Kőbánya területén. Az eredetileg bányászathoz használt, több kilométeres hideg és száraz levegőjű alagutak ideális körülményeket biztosítottak a sör erjesztéséhez és raktározásához.” A sör minőségi alapját a kőbánya édesvíz forrásai adták. 1862-ben Dreher Antal kezébe került a sörgyár ami új fejezetet nyitott a magyar sör történetében. A gyár nemcsak a főváros környékét látta el, hanem az egész ország területén terítette termékeit: az Ászokot, a Királyt, a Márciusit, a Duplamárciusit vagy éppen Bakot. Az 1914-ig töretlenül fejlődő hazai söripart a világháborúk teljességgel romba döntötték, a gyárak zöme tönkrement, a sörfogyasztás visszaesett. A második világháború után csak 1945 júniusában indult újra a fővárosban a sörgyártás, ezt alig három év múlva követte az államosítás, ami teljesen más körülményeket teremtett a gyárak számára. A sörfogyasztási szokások alapvetően megváltoztak: a csapolt sör háttérbe szorult a palackozott javára. 1989 után a sörgyárak újra privatizálása a magyar tulajdonú termelés teljes visszaszorulását eredményezte.
A legismertebb Magyarországon gyártott termékek Pilseni típusú, alsóerjesztéssel készülő – hosszú hónapokon át, fagyponthoz közeli pincékben erjedő – világos sörök: kissé malátás, kellemes aromájú, de erősen komlóízű, világossárga vagy aranysárga színű, fehéren habzó italok: Arany Ászok, Kőbányai, Dreher, Soproni Ászok, Borsodi Világos.

### Üdítők
Alkoholmentes italok között kiemelkedő a 21-féle természetes ásvány- (Apenta, Kékkúti, Balfi, Visegrádi, Szentkirályi, Fonyódi, Margitszigeti, Theodora ásványvizek), vagy gyógyvíz (Mira-, Parádi víz) és a szintén hungarikum szódavíz.
A Traubi vagy Traubiszóda 1971 óta Balatonvilágoson, osztrák licence alapján gyártott egykor magyar üdítő.

## Étkezőhelyek

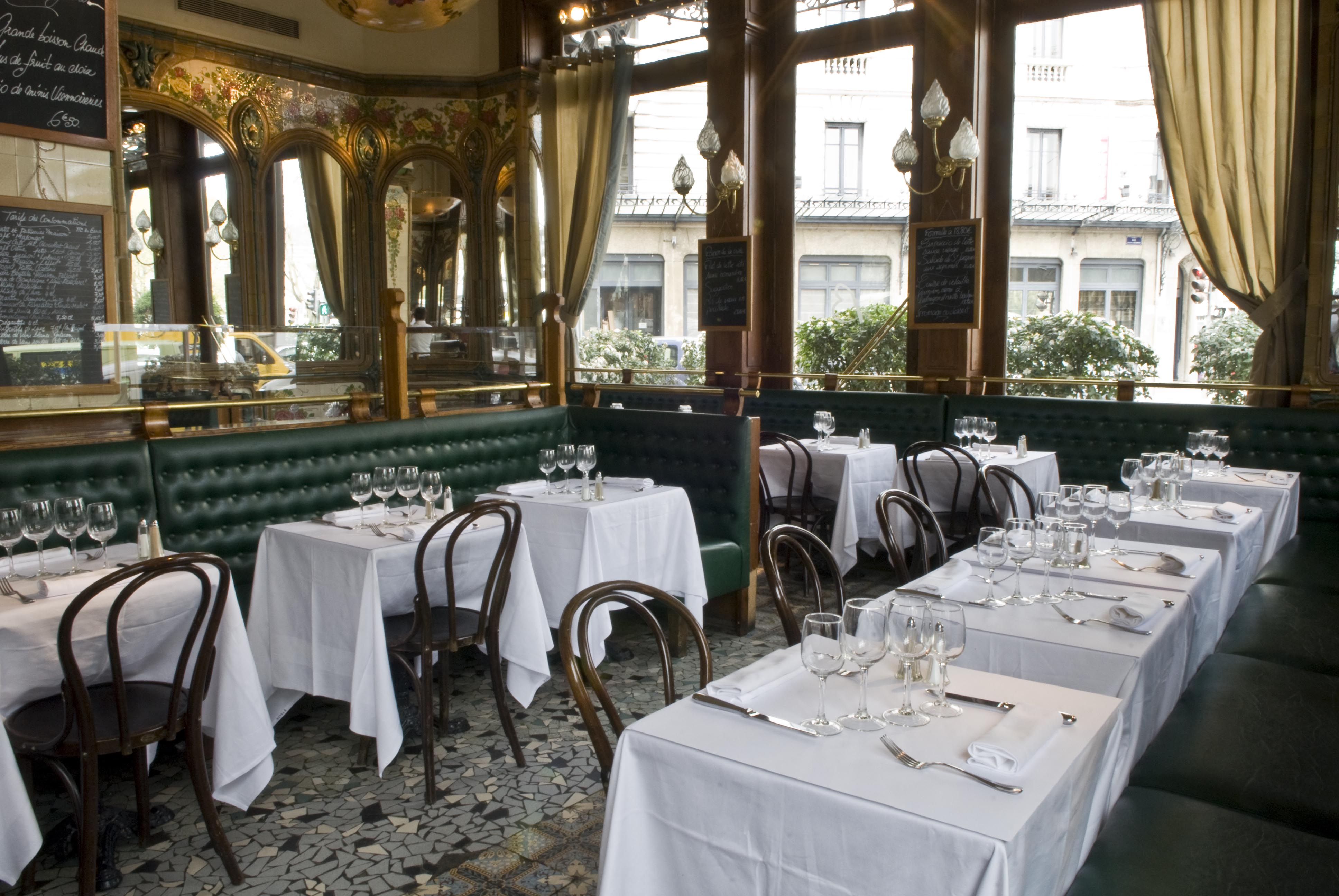
Vendégre várva – étterem-belső

| Vendéglátó egység | Leírás |
| ----------------- | --- |
| Étterem           | Nagy befogadóképességű, rendezvények (esküvők, konferenciák) lebonyolítására is alkalmas vendéglátó és szórakozóhely, széles étel és italválasztékkal. |
| Vendéglő          | Családias hangulatú vendéglátóüzem, amely hideg és meleg ételeket, italokat kínál, főként a helyi vagy környékbeli vendégeknek. |
| Csárda            | A városon vagy falun kívüli területen, forgalmas közlekedési pontokon kialakított népies jellegű magyar fogásokat, vagy viszonylag szűk étel és italválasztékot kínáló vendéglő és mulatóhely. A hagyományos csárda az állataikat vásárra hajtó parasztok és pásztorok étkeztetésére és éjszakáztatására szolgáló létesítmény volt; kocsma és vendégfogadó egyben. |
| Söröző            | Friss csapolt- és széles palackozott sör választékkal bíró bajor üzlettípus, amely meleg ételeket, egytálételeket, sülteket (csülök, fatányéros, sült kolbász és virsli) és sörkorcsolyákat kínál. |
| Étkezde, kifőzde  | Kisebb, a hétköznapi főétkezéseket biztosító, egyszerű, egy- kétfogásos menüket kínáló vendéglátóhely, amely előfizetés mellett házhozszállítást is végez. Szeszes italok közül kizárólag a sör forgalmazása engedélyezett. |
| Kávéház           | Nagy kávékínálattal rendelkező, könnyű alkoholos és alkoholmentes italokat, gyümölcsleveket kínáló hangulatos vendéglátó egység, amely meleg reggeliket, cukrász- és péksüteményeket, hidegkonyhai termékeket, szendvicseket készít. Kulturális találkahely. |
| Gyorsétterem      | Franchise rendszerben működő állandó étel és italválasztékot kínáló automatizált vendéglátóüzem. |
| Bár               | Rövid nyitvatartási idejű, szűk ételválasztékkal dolgozó, egyes alapanyagokra, vagy ételkészítési módra specializálódott önkiszolgáló vendéglátóhely (tejivó, lángossütő, főzelék-, grill-, palacsinta-, vegetáriánus bár) |
| Cukrászda         | Süteményeket, sós és édes aprósüteményeket, fagylaltokat készítő és árusító kisüzem, amely széles italválasztékkal szolgálja a vendégeket. |
| Fagylaltozó       | Olaszos jellegű jégkrém és fagylaltüzlet. |
| Kocsma            | Széles italválasztékot kínáló italmérés, amely szendvicseket és hidegkonyhai készítményeket is árusít. |
| Borozó            | Kimért, elsősorban hazai bort árusító kisebb vendéglátóipari egység. |

## A magyar „gyomorirodalom”
| „                       | Hasadnak rendületlenül Légy híve, oh magyar! Bölcsődtül kezdve sírodig Ezt ápold, ezt takard. A nagy világon ekivűl Nincs más amit mívelj: Áldjon vagy verjen sors keze, Itt enned, innod kell. | ” |
| – Arany János (részlet) | |   |

A magyar gasztronómia számos irodalmi alkotás témája is. A novellák, elbeszélések főhősei leggyakrabban dáridózó vagy telhetetlen nagyevők. Arany János tréfái között szerepel Vörösmarty: Szózatának vicces átirata, amely a kiegyezés utáni magyarkodó urakat fricskázza.
Móricz Zsigmond – Tragédia című novellájában és Móra Ferenc – Nagyevők (Tápéi furfangosok Válogatott elbeszélések I. kötet) című elbeszélésében a töltött káposzta, mint a „magyar gasztroirodalom sorozatgyilkosa” szedi áldozatait. Krúdy Gyula számos írása – Szindbád, A nagyétvágyú ember, (Régi pesti históriák) vagy Előhang egy kispörkölthöz (tárcanovella) – rámutat, hogy egy magyar ínyenc sohasem lehet vézna, inkább haspók.
„A magyar főzésirodalomnak se vége se hossza: Tersánszky Józsi Jenő hőse, a toprongyos Gazsi egész életében egy jó nyúlpaprikásra vágyakozik, ... Zilahy Lajos a francia pacal rejtelmeiről, Szini Gyula Beethoven lakomáiról, Jékely Zoltán olasz pacsirtavacsoráról, Simonffy András a lecsóról,” Hamvas Béla a rántott levesről ír. Petri György munkássága végén receptversekből összeállított szakácskönyvet akart kiadni, de a „tűzhely füstje még József Attilát is megcsapta”, erről árulkodik Kínálgató című humoros költeménye.

## Híres személyek véleménye a magyar gasztronómiáról
Mikszáth Kálmán a következőket nyilatkozta a magyar konyhai örökség ápolásáról:
Nem szabad a magyar konyhát pusztulni hagyni, dőljön bár minden össze a nagy reformok, divatok mániájában, pusztuljon a dzsentri, a szűzdohány - de az ősi ételek maradjanak. Azokat ne engedjük!